# Lista de asteroides (406001-407000)
Esta é uma lista parcial de asteroides, do asteroide número 406001 até o 407000, inclusive. Veja também o índice com todas as listas disponíveis.

| Objeto Próximos à Terra | Cinturão de asteroides (interno) | Cinturão de asteroides (externo) | Centauro       |
| Cruzador de Marte       | Cinturão de asteroides (meio)    | Troianos de Júpiter              | Transnetuniano |

Veja mais dados de cada asteroide na ligação externa para o Minor Planet Center na última coluna.
Índice: 406001... 406101... 406201... 406301... 406401... 406501... 406601... 406701... 406801... 406901... 

## 406001–406100
| Designação | Designação | Descoberta  | Descoberta        | Descobridor(es)       | Categoria | Mais informações / Referência |
| Permanente | Provisória | Data        | Local             | Descobridor(es)       | Categoria | Mais informações / Referência |
| ---------- | ---------- | ----------- | ----------------- | --------------------- | --------- | ----------------------------- |
| 406001     | 2006 SN358 | 14 set 2006 | Kitt Peak         | Spacewatch            | —         | MPC                           |
| 406002     | 2006 SH359 | 30 set 2006 | Catalina          | CSS                   | —         | MPC                           |
| 406003     | 2006 SM363 | 30 set 2006 | Mount Lemmon      | Mount Lemmon Survey   | —         | MPC                           |
| 406004     | 2006 SS365 | 30 set 2006 | Mount Lemmon      | Mount Lemmon Survey   | —         | MPC                           |
| 406005     | 2006 SP366 | 17 set 2006 | Kitt Peak         | Spacewatch            | —         | MPC                           |
| 406006     | 2006 SA368 | 23 set 2006 | Moletai           | Molėtai Obs.          | —         | MPC                           |
| 406007     | 2006 SJ368 | 25 set 2006 | Kitt Peak         | Spacewatch            | —         | MPC                           |
| 406008     | 2006 SP398 | 16 set 2006 | Catalina          | CSS                   | —         | MPC                           |
| 406009     | 2006 SG401 | 27 set 2006 | Mount Lemmon      | Mount Lemmon Survey   | —         | MPC                           |
| 406010     | 2006 SX404 | 17 set 2006 | Kitt Peak         | Spacewatch            | —         | MPC                           |
| 406011     | 2006 TK5   | 2 out 2006  | Catalina          | CSS                   | —         | MPC                           |
| 406012     | 2006 TP10  | 14 out 2006 | Piszkéstető       | K. Sárneczky, Z. Kuli | —         | MPC                           |
| 406013     | 2006 TW20  | 11 out 2006 | Kitt Peak         | Spacewatch            | —         | MPC                           |
| 406014     | 2006 TX26  | 12 out 2006 | Kitt Peak         | Spacewatch            | —         | MPC                           |
| 406015     | 2006 TN35  | 30 set 2006 | Mount Lemmon      | Mount Lemmon Survey   | —         | MPC                           |
| 406016     | 2006 TQ36  | 12 out 2006 | Kitt Peak         | Spacewatch            | —         | MPC                           |
| 406017     | 2006 TQ43  | 12 out 2006 | Kitt Peak         | Spacewatch            | —         | MPC                           |
| 406018     | 2006 TZ44  | 30 set 2006 | Mount Lemmon      | Mount Lemmon Survey   | —         | MPC                           |
| 406019     | 2006 TU45  | 30 set 2006 | Mount Lemmon      | Mount Lemmon Survey   | —         | MPC                           |
| 406020     | 2006 TM47  | 12 out 2006 | Kitt Peak         | Spacewatch            | —         | MPC                           |
| 406021     | 2006 TZ52  | 12 out 2006 | Kitt Peak         | Spacewatch            | —         | MPC                           |
| 406022     | 2006 TP54  | 12 out 2006 | Palomar           | NEAT                  | —         | MPC                           |
| 406023     | 2006 TN62  | 10 out 2006 | Palomar           | NEAT                  | —         | MPC                           |
| 406024     | 2006 TR63  | 10 out 2006 | Palomar           | NEAT                  | —         | MPC                           |
| 406025     | 2006 TX68  | 11 out 2006 | Palomar           | NEAT                  | —         | MPC                           |
| 406026     | 2006 TL69  | 11 out 2006 | Palomar           | NEAT                  | —         | MPC                           |
| 406027     | 2006 TT75  | 11 out 2006 | Palomar           | NEAT                  | —         | MPC                           |
| 406028     | 2006 TM77  | 12 out 2006 | Palomar           | NEAT                  | —         | MPC                           |
| 406029     | 2006 TY85  | 2 out 2006  | Mount Lemmon      | Mount Lemmon Survey   | —         | MPC                           |
| 406030     | 2006 TP88  | 2 out 2006  | Mount Lemmon      | Mount Lemmon Survey   | —         | MPC                           |
| 406031     | 2006 TA89  | 13 out 2006 | Kitt Peak         | Spacewatch            | Phocaea   | MPC                           |
| 406032     | 2006 TB90  | 13 out 2006 | Kitt Peak         | Spacewatch            | —         | MPC                           |
| 406033     | 2006 TF90  | 13 out 2006 | Kitt Peak         | Spacewatch            | —         | MPC                           |
| 406034     | 2006 TC91  | 13 out 2006 | Kitt Peak         | Spacewatch            | —         | MPC                           |
| 406035     | 2006 TV91  | 13 out 2006 | Kitt Peak         | Spacewatch            | —         | MPC                           |
| 406036     | 2006 TM92  | 14 out 2006 | Lulin Observatory | C.-S. Lin, Q.-z. Ye   | —         | MPC                           |
| 406037     | 2006 TA93  | 15 out 2006 | Kitt Peak         | Spacewatch            | —         | MPC                           |
| 406038     | 2006 TG94  | 14 set 2006 | Kitt Peak         | Spacewatch            | —         | MPC                           |
| 406039     | 2006 TD97  | 12 out 2006 | Palomar           | NEAT                  | —         | MPC                           |
| 406040     | 2006 TA105 | 2 out 2006  | Mount Lemmon      | Mount Lemmon Survey   | —         | MPC                           |
| 406041     | 2006 TD106 | 15 out 2006 | Kitt Peak         | Spacewatch            | —         | MPC                           |
| 406042     | 2006 TR109 | 10 out 2006 | Palomar           | NEAT                  | —         | MPC                           |
| 406043     | 2006 TU119 | 11 out 2006 | Apache Point      | A. C. Becker          | —         | MPC                           |
| 406044     | 2006 TX124 | 4 out 2006  | Mount Lemmon      | Mount Lemmon Survey   | —         | MPC                           |
| 406045     | 2006 UY2   | 16 out 2006 | Catalina          | CSS                   | Pallas    | MPC                           |
| 406046     | 2006 UQ5   | 16 out 2006 | Catalina          | CSS                   | —         | MPC                           |
| 406047     | 2006 UQ7   | 16 out 2006 | Catalina          | CSS                   | —         | MPC                           |
| 406048     | 2006 UA9   | 16 out 2006 | Catalina          | CSS                   | —         | MPC                           |
| 406049     | 2006 UH10  | 17 out 2006 | Kitt Peak         | Spacewatch            | —         | MPC                           |
| 406050     | 2006 UN16  | 17 out 2006 | Mount Lemmon      | Mount Lemmon Survey   | —         | MPC                           |
| 406051     | 2006 US21  | 16 out 2006 | Kitt Peak         | Spacewatch            | —         | MPC                           |
| 406052     | 2006 UA25  | 16 out 2006 | Kitt Peak         | Spacewatch            | —         | MPC                           |
| 406053     | 2006 UJ31  | 27 set 2006 | Mount Lemmon      | Mount Lemmon Survey   | —         | MPC                           |
| 406054     | 2006 UK31  | 16 out 2006 | Kitt Peak         | Spacewatch            | —         | MPC                           |
| 406055     | 2006 UL31  | 16 out 2006 | Kitt Peak         | Spacewatch            | —         | MPC                           |
| 406056     | 2006 UC34  | 16 out 2006 | Kitt Peak         | Spacewatch            | —         | MPC                           |
| 406057     | 2006 US34  | 16 out 2006 | Kitt Peak         | Spacewatch            | —         | MPC                           |
| 406058     | 2006 UU38  | 16 out 2006 | Kitt Peak         | Spacewatch            | Henan     | MPC                           |
| 406059     | 2006 UB50  | 17 out 2006 | Kitt Peak         | Spacewatch            | —         | MPC                           |
| 406060     | 2006 UW53  | 17 out 2006 | Mount Lemmon      | Mount Lemmon Survey   | —         | MPC                           |
| 406061     | 2006 UK61  | 19 out 2006 | Mount Lemmon      | Mount Lemmon Survey   | —         | MPC                           |
| 406062     | 2006 UH63  | 20 out 2006 | Nyukasa           | Mount Nyukasa Stn.    | —         | MPC                           |
| 406063     | 2006 UM73  | 17 out 2006 | Kitt Peak         | Spacewatch            | —         | MPC                           |
| 406064     | 2006 UZ77  | 17 out 2006 | Kitt Peak         | Spacewatch            | —         | MPC                           |
| 406065     | 2006 UH79  | 17 out 2006 | Kitt Peak         | Spacewatch            | —         | MPC                           |
| 406066     | 2006 UD81  | 2 out 2006  | Mount Lemmon      | Mount Lemmon Survey   | —         | MPC                           |
| 406067     | 2006 UP85  | 17 out 2006 | Kitt Peak         | Spacewatch            | —         | MPC                           |
| 406068     | 2006 UT85  | 17 out 2006 | Kitt Peak         | Spacewatch            | —         | MPC                           |
| 406069     | 2006 UM93  | 2 out 2006  | Mount Lemmon      | Mount Lemmon Survey   | —         | MPC                           |
| 406070     | 2006 UR94  | 18 out 2006 | Kitt Peak         | Spacewatch            | —         | MPC                           |
| 406071     | 2006 UN96  | 18 out 2006 | Kitt Peak         | Spacewatch            | —         | MPC                           |
| 406072     | 2006 UR108 | 18 out 2006 | Kitt Peak         | Spacewatch            | —         | MPC                           |
| 406073     | 2006 UB116 | 24 set 2006 | Kitt Peak         | Spacewatch            | —         | MPC                           |
| 406074     | 2006 UO117 | 19 out 2006 | Kitt Peak         | Spacewatch            | —         | MPC                           |
| 406075     | 2006 UJ119 | 19 out 2006 | Kitt Peak         | Spacewatch            | —         | MPC                           |
| 406076     | 2006 UC123 | 19 out 2006 | Kitt Peak         | Spacewatch            | Phocaea   | MPC                           |
| 406077     | 2006 UN125 | 2 out 2006  | Mount Lemmon      | Mount Lemmon Survey   | —         | MPC                           |
| 406078     | 2006 UV127 | 2 out 2006  | Mount Lemmon      | Mount Lemmon Survey   | —         | MPC                           |
| 406079     | 2006 UR128 | 28 set 2006 | Mount Lemmon      | Mount Lemmon Survey   | —         | MPC                           |
| 406080     | 2006 UU135 | 19 out 2006 | Kitt Peak         | Spacewatch            | —         | MPC                           |
| 406081     | 2006 UK143 | 19 out 2006 | Palomar           | NEAT                  | —         | MPC                           |
| 406082     | 2006 UM144 | 19 out 2006 | Kitt Peak         | Spacewatch            | —         | MPC                           |
| 406083     | 2006 US149 | 20 out 2006 | Catalina          | CSS                   | —         | MPC                           |
| 406084     | 2006 UQ174 | 19 out 2006 | Mount Lemmon      | Mount Lemmon Survey   | —         | MPC                           |
| 406085     | 2006 UL180 | 16 out 2006 | Catalina          | CSS                   | —         | MPC                           |
| 406086     | 2006 UA182 | 16 out 2006 | Catalina          | CSS                   | —         | MPC                           |
| 406087     | 2006 US187 | 19 out 2006 | Catalina          | CSS                   | —         | MPC                           |
| 406088     | 2006 UP188 | 19 out 2006 | Catalina          | CSS                   | —         | MPC                           |
| 406089     | 2006 UQ194 | 4 out 2006  | Mount Lemmon      | Mount Lemmon Survey   | —         | MPC                           |
| 406090     | 2006 UQ203 | 22 out 2006 | Palomar           | NEAT                  | —         | MPC                           |
| 406091     | 2006 UJ245 | 26 set 2006 | Mount Lemmon      | Mount Lemmon Survey   | —         | MPC                           |
| 406092     | 2006 UN255 | 27 out 2006 | Mount Lemmon      | Mount Lemmon Survey   | —         | MPC                           |
| 406093     | 2006 UD259 | 28 out 2006 | Mount Lemmon      | Mount Lemmon Survey   | —         | MPC                           |
| 406094     | 2006 UK263 | 4 out 2006  | Mount Lemmon      | Mount Lemmon Survey   | Phocaea   | MPC                           |
| 406095     | 2006 UY268 | 27 out 2006 | Mount Lemmon      | Mount Lemmon Survey   | —         | MPC                           |
| 406096     | 2006 UE271 | 19 out 2006 | Mount Lemmon      | Mount Lemmon Survey   | —         | MPC                           |
| 406097     | 2006 UX276 | 28 set 2006 | Mount Lemmon      | Mount Lemmon Survey   | —         | MPC                           |
| 406098     | 2006 UY281 | 12 out 2006 | Kitt Peak         | Spacewatch            | —         | MPC                           |
| 406099     | 2006 UW286 | 28 out 2006 | Kitt Peak         | Spacewatch            | —         | MPC                           |
| 406100     | 2006 UM313 | 19 out 2006 | Kitt Peak         | M. W. Buie            | —         | MPC                           |

## 406101–406200
| Designação | Designação | Descoberta  | Descoberta        | Descobridor(es)     | Categoria | Mais informações / Referência |
| Permanente | Provisória | Data        | Local             | Descobridor(es)     | Categoria | Mais informações / Referência |
| ---------- | ---------- | ----------- | ----------------- | ------------------- | --------- | ----------------------------- |
| 406101     | 2006 UJ335 | 16 out 2006 | Kitt Peak         | Spacewatch          | —         | MPC                           |
| 406102     | 2006 VV3   | 9 nov 2006  | Kitt Peak         | Spacewatch          | —         | MPC                           |
| 406103     | 2006 VR4   | 9 nov 2006  | Kitt Peak         | Spacewatch          | —         | MPC                           |
| 406104     | 2006 VZ7   | 10 nov 2006 | Kitt Peak         | Spacewatch          | —         | MPC                           |
| 406105     | 2006 VQ9   | 11 nov 2006 | Catalina          | CSS                 | —         | MPC                           |
| 406106     | 2006 VW9   | 11 nov 2006 | Mount Lemmon      | Mount Lemmon Survey | —         | MPC                           |
| 406107     | 2006 VB10  | 11 nov 2006 | Catalina          | CSS                 | —         | MPC                           |
| 406108     | 2006 VU10  | 11 nov 2006 | Catalina          | CSS                 | —         | MPC                           |
| 406109     | 2006 VX22  | 10 nov 2006 | Kitt Peak         | Spacewatch          | —         | MPC                           |
| 406110     | 2006 VW27  | 10 nov 2006 | Kitt Peak         | Spacewatch          | —         | MPC                           |
| 406111     | 2006 VQ29  | 10 nov 2006 | Kitt Peak         | Spacewatch          | —         | MPC                           |
| 406112     | 2006 VR33  | 11 nov 2006 | Mount Lemmon      | Mount Lemmon Survey | —         | MPC                           |
| 406113     | 2006 VZ36  | 4 out 2006  | Mount Lemmon      | Mount Lemmon Survey | —         | MPC                           |
| 406114     | 2006 VF42  | 22 out 2006 | Kitt Peak         | Spacewatch          | —         | MPC                           |
| 406115     | 2006 VP43  | 13 nov 2006 | Kitt Peak         | Spacewatch          | —         | MPC                           |
| 406116     | 2006 VX43  | 28 set 2006 | Mount Lemmon      | Mount Lemmon Survey | —         | MPC                           |
| 406117     | 2006 VB50  | 10 nov 2006 | Kitt Peak         | Spacewatch          | Phocaea   | MPC                           |
| 406118     | 2006 VM52  | 11 nov 2006 | Kitt Peak         | Spacewatch          | —         | MPC                           |
| 406119     | 2006 VY52  | 11 nov 2006 | Kitt Peak         | Spacewatch          | —         | MPC                           |
| 406120     | 2006 VP58  | 11 nov 2006 | Kitt Peak         | Spacewatch          | —         | MPC                           |
| 406121     | 2006 VB60  | 11 nov 2006 | Kitt Peak         | Spacewatch          | —         | MPC                           |
| 406122     | 2006 VP62  | 11 nov 2006 | Kitt Peak         | Spacewatch          | —         | MPC                           |
| 406123     | 2006 VU62  | 11 nov 2006 | Kitt Peak         | Spacewatch          | —         | MPC                           |
| 406124     | 2006 VT64  | 27 set 2006 | Mount Lemmon      | Mount Lemmon Survey | —         | MPC                           |
| 406125     | 2006 VP65  | 27 set 2006 | Mount Lemmon      | Mount Lemmon Survey | —         | MPC                           |
| 406126     | 2006 VC70  | 31 out 2006 | Mount Lemmon      | Mount Lemmon Survey | —         | MPC                           |
| 406127     | 2006 VR82  | 13 nov 2006 | Kitt Peak         | Spacewatch          | —         | MPC                           |
| 406128     | 2006 VT82  | 13 nov 2006 | Kitt Peak         | Spacewatch          | —         | MPC                           |
| 406129     | 2006 VN84  | 13 nov 2006 | Kitt Peak         | Spacewatch          | —         | MPC                           |
| 406130     | 2006 VF85  | 13 nov 2006 | Catalina          | CSS                 | —         | MPC                           |
| 406131     | 2006 VY96  | 10 nov 2006 | Kitt Peak         | Spacewatch          | —         | MPC                           |
| 406132     | 2006 VM98  | 21 out 2006 | Mount Lemmon      | Mount Lemmon Survey | —         | MPC                           |
| 406133     | 2006 VF102 | 27 set 2006 | Mount Lemmon      | Mount Lemmon Survey | —         | MPC                           |
| 406134     | 2006 VJ103 | 12 nov 2006 | Lulin Observatory | H.-C. Lin, Q.-z. Ye | —         | MPC                           |
| 406135     | 2006 VB104 | 13 nov 2006 | Kitt Peak         | Spacewatch          | —         | MPC                           |
| 406136     | 2006 VL108 | 20 out 2006 | Mount Lemmon      | Mount Lemmon Survey | —         | MPC                           |
| 406137     | 2006 VP109 | 30 out 2006 | Catalina          | CSS                 | —         | MPC                           |
| 406138     | 2006 VM111 | 13 nov 2006 | Kitt Peak         | Spacewatch          | —         | MPC                           |
| 406139     | 2006 VW113 | 13 nov 2006 | Kitt Peak         | Spacewatch          | —         | MPC                           |
| 406140     | 2006 VA114 | 21 out 2006 | Kitt Peak         | Spacewatch          | —         | MPC                           |
| 406141     | 2006 VE115 | 4 out 2006  | Mount Lemmon      | Mount Lemmon Survey | —         | MPC                           |
| 406142     | 2006 VM116 | 14 nov 2006 | Socorro           | LINEAR              | —         | MPC                           |
| 406143     | 2006 VK118 | 27 out 2006 | Mount Lemmon      | Mount Lemmon Survey | —         | MPC                           |
| 406144     | 2006 VP127 | 23 out 2006 | Kitt Peak         | Spacewatch          | —         | MPC                           |
| 406145     | 2006 VP130 | 15 nov 2006 | Kitt Peak         | Spacewatch          | —         | MPC                           |
| 406146     | 2006 VR131 | 15 nov 2006 | Catalina          | CSS                 | —         | MPC                           |
| 406147     | 2006 VA136 | 15 nov 2006 | Kitt Peak         | Spacewatch          | —         | MPC                           |
| 406148     | 2006 VO140 | 15 nov 2006 | Kitt Peak         | Spacewatch          | —         | MPC                           |
| 406149     | 2006 VH150 | 9 nov 2006  | Palomar           | NEAT                | —         | MPC                           |
| 406150     | 2006 VV154 | 8 nov 2006  | Palomar           | NEAT                | —         | MPC                           |
| 406151     | 2006 VB155 | 8 mai 2005  | Kitt Peak         | Spacewatch          | —         | MPC                           |
| 406152     | 2006 VK169 | 10 nov 2006 | Kitt Peak         | Spacewatch          | —         | MPC                           |
| 406153     | 2006 VM169 | 11 nov 2006 | Kitt Peak         | Spacewatch          | —         | MPC                           |
| 406154     | 2006 VT170 | 1 nov 2006  | Mount Lemmon      | Mount Lemmon Survey | —         | MPC                           |
| 406155     | 2006 VU171 | 8 nov 2006  | Palomar           | NEAT                | —         | MPC                           |
| 406156     | 2006 VA172 | 13 nov 2006 | Mount Lemmon      | Mount Lemmon Survey | —         | MPC                           |
| 406157     | 2006 WT4   | 18 set 2006 | Kitt Peak         | Spacewatch          | —         | MPC                           |
| 406158     | 2006 WM6   | 16 nov 2006 | Kitt Peak         | Spacewatch          | —         | MPC                           |
| 406159     | 2006 WU11  | 19 out 2006 | Mount Lemmon      | Mount Lemmon Survey | —         | MPC                           |
| 406160     | 2006 WQ17  | 1 nov 2006  | Mount Lemmon      | Mount Lemmon Survey | —         | MPC                           |
| 406161     | 2006 WP26  | 18 nov 2006 | Socorro           | LINEAR              | —         | MPC                           |
| 406162     | 2006 WF35  | 16 nov 2006 | Kitt Peak         | Spacewatch          | —         | MPC                           |
| 406163     | 2006 WB38  | 23 out 2006 | Mount Lemmon      | Mount Lemmon Survey | —         | MPC                           |
| 406164     | 2006 WH38  | 16 nov 2006 | Kitt Peak         | Spacewatch          | —         | MPC                           |
| 406165     | 2006 WC40  | 16 nov 2006 | Kitt Peak         | Spacewatch          | —         | MPC                           |
| 406166     | 2006 WY45  | 16 nov 2006 | Mount Lemmon      | Mount Lemmon Survey | —         | MPC                           |
| 406167     | 2006 WM47  | 16 nov 2006 | Kitt Peak         | Spacewatch          | —         | MPC                           |
| 406168     | 2006 WS47  | 16 nov 2006 | Kitt Peak         | Spacewatch          | —         | MPC                           |
| 406169     | 2006 WX50  | 1 nov 2006  | Mount Lemmon      | Mount Lemmon Survey | —         | MPC                           |
| 406170     | 2006 WN52  | 16 nov 2006 | Kitt Peak         | Spacewatch          | —         | MPC                           |
| 406171     | 2006 WC58  | 17 nov 2006 | Kitt Peak         | Spacewatch          | —         | MPC                           |
| 406172     | 2006 WB72  | 31 out 2006 | Mount Lemmon      | Mount Lemmon Survey | —         | MPC                           |
| 406173     | 2006 WF72  | 31 out 2006 | Mount Lemmon      | Mount Lemmon Survey | —         | MPC                           |
| 406174     | 2006 WC74  | 18 nov 2006 | Kitt Peak         | Spacewatch          | —         | MPC                           |
| 406175     | 2006 WB78  | 18 nov 2006 | Kitt Peak         | Spacewatch          | —         | MPC                           |
| 406176     | 2006 WQ80  | 18 nov 2006 | Kitt Peak         | Spacewatch          | —         | MPC                           |
| 406177     | 2006 WQ81  | 18 nov 2006 | Kitt Peak         | Spacewatch          | —         | MPC                           |
| 406178     | 2006 WO94  | 19 nov 2006 | Kitt Peak         | Spacewatch          | —         | MPC                           |
| 406179     | 2006 WL98  | 19 nov 2006 | Kitt Peak         | Spacewatch          | —         | MPC                           |
| 406180     | 2006 WV99  | 19 nov 2006 | Kitt Peak         | Spacewatch          | —         | MPC                           |
| 406181     | 2006 WC100 | 19 nov 2006 | Catalina          | CSS                 | —         | MPC                           |
| 406182     | 2006 WD100 | 22 out 2006 | Catalina          | CSS                 | —         | MPC                           |
| 406183     | 2006 WW101 | 19 nov 2006 | Catalina          | CSS                 | —         | MPC                           |
| 406184     | 2006 WX108 | 15 nov 2006 | Catalina          | CSS                 | —         | MPC                           |
| 406185     | 2006 WE117 | 23 out 2006 | Catalina          | CSS                 | Phocaea   | MPC                           |
| 406186     | 2006 WQ117 | 20 nov 2006 | Catalina          | CSS                 | —         | MPC                           |
| 406187     | 2006 WM122 | 21 nov 2006 | Mount Lemmon      | Mount Lemmon Survey | —         | MPC                           |
| 406188     | 2006 WK124 | 14 nov 2006 | Kitt Peak         | Spacewatch          | —         | MPC                           |
| 406189     | 2006 WP128 | 26 nov 2006 | 7300 Observatory  | W. K. Y. Yeung      | —         | MPC                           |
| 406190     | 2006 WJ136 | 19 nov 2006 | Kitt Peak         | Spacewatch          | —         | MPC                           |
| 406191     | 2006 WP139 | 31 out 2006 | Mount Lemmon      | Mount Lemmon Survey | —         | MPC                           |
| 406192     | 2006 WY142 | 20 nov 2006 | Kitt Peak         | Spacewatch          | —         | MPC                           |
| 406193     | 2006 WT172 | 23 nov 2006 | Kitt Peak         | Spacewatch          | —         | MPC                           |
| 406194     | 2006 WA179 | 24 nov 2006 | Mount Lemmon      | Mount Lemmon Survey | —         | MPC                           |
| 406195     | 2006 WR185 | 16 nov 2006 | Catalina          | CSS                 | —         | MPC                           |
| 406196     | 2006 WP190 | 25 nov 2006 | Kitt Peak         | Spacewatch          | —         | MPC                           |
| 406197     | 2006 WV194 | 18 nov 2006 | Mount Lemmon      | Mount Lemmon Survey | —         | MPC                           |
| 406198     | 2006 WX199 | 16 nov 2006 | Mount Lemmon      | Mount Lemmon Survey | —         | MPC                           |
| 406199     | 2006 WQ200 | 22 nov 2006 | Kitt Peak         | Spacewatch          | —         | MPC                           |
| 406200     | 2006 WP201 | 22 nov 2006 | Socorro           | LINEAR              | —         | MPC                           |

## 406201–406300
| Designação | Designação | Descoberta  | Descoberta    | Descobridor(es)     | Categoria | Mais informações / Referência |
| Permanente | Provisória | Data        | Local         | Descobridor(es)     | Categoria | Mais informações / Referência |
| ---------- | ---------- | ----------- | ------------- | ------------------- | --------- | ----------------------------- |
| 406201     | 2006 XF16  | 10 dez 2006 | Kitt Peak     | Spacewatch          | Phocaea   | MPC                           |
| 406202     | 2006 XV16  | 27 nov 2006 | Mount Lemmon  | Mount Lemmon Survey | —         | MPC                           |
| 406203     | 2006 XL25  | 12 dez 2006 | Mount Lemmon  | Mount Lemmon Survey | —         | MPC                           |
| 406204     | 2006 XB38  | 11 dez 2006 | Kitt Peak     | Spacewatch          | —         | MPC                           |
| 406205     | 2006 XM63  | 19 set 2006 | Catalina      | CSS                 | —         | MPC                           |
| 406206     | 2006 XT63  | 15 nov 2006 | Catalina      | CSS                 | Phocaea   | MPC                           |
| 406207     | 2006 XN65  | 12 dez 2006 | Palomar       | NEAT                | —         | MPC                           |
| 406208     | 2006 YP8   | 20 dez 2006 | Mount Lemmon  | Mount Lemmon Survey | —         | MPC                           |
| 406209     | 2006 YW22  | 13 dez 2006 | Kitt Peak     | Spacewatch          | —         | MPC                           |
| 406210     | 2006 YN38  | 25 nov 2006 | Mount Lemmon  | Mount Lemmon Survey | —         | MPC                           |
| 406211     | 2006 YV45  | 16 nov 2006 | Socorro       | LINEAR              | Flora     | MPC                           |
| 406212     | 2006 YP47  | 14 dez 2006 | Kitt Peak     | Spacewatch          | —         | MPC                           |
| 406213     | 2007 AB2   | 10 jan 2007 | Catalina      | CSS                 | —         | MPC                           |
| 406214     | 2007 AP3   | 18 nov 2006 | Mount Lemmon  | Mount Lemmon Survey | —         | MPC                           |
| 406215     | 2007 AZ24  | 10 jan 2007 | Kitt Peak     | Spacewatch          | —         | MPC                           |
| 406216     | 2007 AN29  | 8 jan 2007  | Kitt Peak     | Spacewatch          | —         | MPC                           |
| 406217     | 2007 AM31  | 22 nov 2006 | Mount Lemmon  | Mount Lemmon Survey | —         | MPC                           |
| 406218     | 2007 BB15  | 17 jan 2007 | Kitt Peak     | Spacewatch          | —         | MPC                           |
| 406219     | 2007 BK18  | 17 jan 2007 | Palomar       | NEAT                | —         | MPC                           |
| 406220     | 2007 BD20  | 21 dez 2006 | Kitt Peak     | Spacewatch          | —         | MPC                           |
| 406221     | 2007 BO20  | 23 jan 2007 | Anderson Mesa | LONEOS              | —         | MPC                           |
| 406222     | 2007 BP22  | 24 jan 2007 | Catalina      | CSS                 | —         | MPC                           |
| 406223     | 2007 BP31  | 17 jan 2007 | Mount Lemmon  | Mount Lemmon Survey | —         | MPC                           |
| 406224     | 2007 BV31  | 24 dez 2006 | Mount Lemmon  | Mount Lemmon Survey | —         | MPC                           |
| 406225     | 2007 BF32  | 24 jan 2007 | Mount Lemmon  | Mount Lemmon Survey | —         | MPC                           |
| 406226     | 2007 BL32  | 24 jan 2007 | Mount Lemmon  | Mount Lemmon Survey | —         | MPC                           |
| 406227     | 2007 BO34  | 24 jan 2007 | Mount Lemmon  | Mount Lemmon Survey | —         | MPC                           |
| 406228     | 2007 BR36  | 23 out 2006 | Mount Lemmon  | Mount Lemmon Survey | —         | MPC                           |
| 406229     | 2007 BA39  | 24 jan 2007 | Catalina      | CSS                 | —         | MPC                           |
| 406230     | 2007 BO50  | 1 nov 2006  | Kitt Peak     | Spacewatch          | —         | MPC                           |
| 406231     | 2007 BR52  | 24 jan 2007 | Kitt Peak     | Spacewatch          | —         | MPC                           |
| 406232     | 2007 BZ54  | 24 jan 2007 | Mount Lemmon  | Mount Lemmon Survey | —         | MPC                           |
| 406233     | 2007 BO63  | 25 out 2005 | Kitt Peak     | Spacewatch          | —         | MPC                           |
| 406234     | 2007 BC66  | 27 jan 2007 | Mount Lemmon  | Mount Lemmon Survey | —         | MPC                           |
| 406235     | 2007 BF73  | 25 jan 2007 | Socorro       | LINEAR              | —         | MPC                           |
| 406236     | 2007 BJ100 | 17 jan 2007 | Kitt Peak     | Spacewatch          | —         | MPC                           |
| 406237     | 2007 CW10  | 24 nov 2006 | Mount Lemmon  | Mount Lemmon Survey | —         | MPC                           |
| 406238     | 2007 CQ17  | 21 nov 2006 | Mount Lemmon  | Mount Lemmon Survey | —         | MPC                           |
| 406239     | 2007 CB37  | 27 jan 2007 | Kitt Peak     | Spacewatch          | —         | MPC                           |
| 406240     | 2007 CB48  | 10 fev 2007 | Mount Lemmon  | Mount Lemmon Survey | —         | MPC                           |
| 406241     | 2007 CM50  | 8 fev 2007  | Palomar       | NEAT                | —         | MPC                           |
| 406242     | 2007 CJ55  | 10 fev 2007 | Mount Lemmon  | Mount Lemmon Survey | —         | MPC                           |
| 406243     | 2007 CY62  | 10 jan 2007 | Kitt Peak     | Spacewatch          | —         | MPC                           |
| 406244     | 2007 CP75  | 14 fev 2007 | Mauna Kea     | Mauna Kea Obs.      | —         | MPC                           |
| 406245     | 2007 DP13  | 16 fev 2007 | Črni Vrh      | Črni Vrh            | —         | MPC                           |
| 406246     | 2007 DE21  | 28 jan 2007 | Mount Lemmon  | Mount Lemmon Survey | —         | MPC                           |
| 406247     | 2007 DT22  | 17 fev 2007 | Kitt Peak     | Spacewatch          | —         | MPC                           |
| 406248     | 2007 DX25  | 27 jan 2007 | Mount Lemmon  | Mount Lemmon Survey | —         | MPC                           |
| 406249     | 2007 DG32  | 17 fev 2007 | Kitt Peak     | Spacewatch          | —         | MPC                           |
| 406250     | 2007 DL32  | 17 fev 2007 | Kitt Peak     | Spacewatch          | —         | MPC                           |
| 406251     | 2007 DY32  | 27 jan 2007 | Mount Lemmon  | Mount Lemmon Survey | —         | MPC                           |
| 406252     | 2007 DW38  | 17 fev 2007 | Kitt Peak     | Spacewatch          | —         | MPC                           |
| 406253     | 2007 DD43  | 8 fev 2007  | Kitt Peak     | Spacewatch          | —         | MPC                           |
| 406254     | 2007 DA55  | 23 ago 2004 | Kitt Peak     | Spacewatch          | Brangane  | MPC                           |
| 406255     | 2007 DP63  | 21 fev 2007 | Kitt Peak     | Spacewatch          | —         | MPC                           |
| 406256     | 2007 DH91  | 23 fev 2007 | Mount Lemmon  | Mount Lemmon Survey | —         | MPC                           |
| 406257     | 2007 DE96  | 23 fev 2007 | Kitt Peak     | Spacewatch          | —         | MPC                           |
| 406258     | 2007 DQ115 | 21 fev 2007 | Mount Lemmon  | Mount Lemmon Survey | —         | MPC                           |
| 406259     | 2007 DB116 | 4 nov 2005  | Kitt Peak     | Spacewatch          | —         | MPC                           |
| 406260     | 2007 DS116 | 17 fev 2007 | Črni Vrh      | Črni Vrh            | —         | MPC                           |
| 406261     | 2007 DN117 | 25 fev 2007 | Mount Lemmon  | Mount Lemmon Survey | —         | MPC                           |
| 406262     | 2007 EB4   | 9 mar 2007  | Kitt Peak     | Spacewatch          | —         | MPC                           |
| 406263     | 2007 ER8   | 9 mar 2007  | Mount Lemmon  | Mount Lemmon Survey | —         | MPC                           |
| 406264     | 2007 EY28  | 9 mar 2007  | Mount Lemmon  | Mount Lemmon Survey | —         | MPC                           |
| 406265     | 2007 ED46  | 9 mar 2007  | Mount Lemmon  | Mount Lemmon Survey | Brangane  | MPC                           |
| 406266     | 2007 ET48  | 9 mar 2007  | Kitt Peak     | Spacewatch          | —         | MPC                           |
| 406267     | 2007 EK51  | 10 mar 2007 | Palomar       | NEAT                | Brangane  | MPC                           |
| 406268     | 2007 EZ53  | 11 mar 2007 | Mount Lemmon  | Mount Lemmon Survey | —         | MPC                           |
| 406269     | 2007 EA58  | 27 jan 2007 | Kitt Peak     | Spacewatch          | —         | MPC                           |
| 406270     | 2007 EB61  | 4 out 2004  | Kitt Peak     | Spacewatch          | Brangane  | MPC                           |
| 406271     | 2007 EB66  | 10 mar 2007 | Kitt Peak     | Spacewatch          | —         | MPC                           |
| 406272     | 2007 EW67  | 25 fev 2007 | Mount Lemmon  | Mount Lemmon Survey | —         | MPC                           |
| 406273     | 2007 EQ76  | 10 mar 2007 | Kitt Peak     | Spacewatch          | —         | MPC                           |
| 406274     | 2007 EB84  | 26 fev 2007 | Mount Lemmon  | Mount Lemmon Survey | —         | MPC                           |
| 406275     | 2007 EN84  | 26 fev 2007 | Mount Lemmon  | Mount Lemmon Survey | —         | MPC                           |
| 406276     | 2007 ET101 | 11 mar 2007 | Kitt Peak     | Spacewatch          | —         | MPC                           |
| 406277     | 2007 EH127 | 21 fev 2007 | Kitt Peak     | Spacewatch          | —         | MPC                           |
| 406278     | 2007 EG135 | 10 mar 2007 | Mount Lemmon  | Mount Lemmon Survey | —         | MPC                           |
| 406279     | 2007 EJ135 | 10 mar 2007 | Mount Lemmon  | Mount Lemmon Survey | —         | MPC                           |
| 406280     | 2007 ES145 | 12 mar 2007 | Mount Lemmon  | Mount Lemmon Survey | —         | MPC                           |
| 406281     | 2007 EU145 | 12 mar 2007 | Mount Lemmon  | Mount Lemmon Survey | —         | MPC                           |
| 406282     | 2007 EY149 | 12 mar 2007 | Mount Lemmon  | Mount Lemmon Survey | —         | MPC                           |
| 406283     | 2007 EW161 | 15 mar 2007 | Mount Lemmon  | Mount Lemmon Survey | —         | MPC                           |
| 406284     | 2007 EU165 | 11 mar 2007 | Catalina      | CSS                 | —         | MPC                           |
| 406285     | 2007 EG174 | 14 mar 2007 | Kitt Peak     | Spacewatch          | —         | MPC                           |
| 406286     | 2007 EM191 | 13 mar 2007 | Kitt Peak     | Spacewatch          | —         | MPC                           |
| 406287     | 2007 EO216 | 26 fev 2007 | Mount Lemmon  | Mount Lemmon Survey | —         | MPC                           |
| 406288     | 2007 EC217 | 9 mar 2007  | Mount Lemmon  | Mount Lemmon Survey | Brangane  | MPC                           |
| 406289     | 2007 ED217 | 9 mar 2007  | Mount Lemmon  | Mount Lemmon Survey | —         | MPC                           |
| 406290     | 2007 EO218 | 10 mar 2007 | Mount Lemmon  | Mount Lemmon Survey | —         | MPC                           |
| 406291     | 2007 EB219 | 13 mar 2007 | Kitt Peak     | Spacewatch          | Brangane  | MPC                           |
| 406292     | 2007 EK221 | 15 mar 2007 | Kitt Peak     | Spacewatch          | —         | MPC                           |
| 406293     | 2007 FQ16  | 28 jan 2007 | Kitt Peak     | Spacewatch          | —         | MPC                           |
| 406294     | 2007 FB25  | 20 mar 2007 | Kitt Peak     | Spacewatch          | —         | MPC                           |
| 406295     | 2007 FK25  | 20 mar 2007 | Kitt Peak     | Spacewatch          | —         | MPC                           |
| 406296     | 2007 FO29  | 10 mar 2007 | Mount Lemmon  | Mount Lemmon Survey | —         | MPC                           |
| 406297     | 2007 FJ48  | 26 mar 2007 | Mount Lemmon  | Mount Lemmon Survey | —         | MPC                           |
| 406298     | 2007 FT49  | 20 mar 2007 | Kitt Peak     | Spacewatch          | —         | MPC                           |
| 406299     | 2007 GY23  | 11 abr 2007 | Kitt Peak     | Spacewatch          | —         | MPC                           |
| 406300     | 2007 GR24  | 11 abr 2007 | Kitt Peak     | Spacewatch          | —         | MPC                           |

## 406301–406400
| Designação | Designação | Descoberta  | Descoberta        | Descobridor(es)     | Categoria | Mais informações / Referência |
| Permanente | Provisória | Data        | Local             | Descobridor(es)     | Categoria | Mais informações / Referência |
| ---------- | ---------- | ----------- | ----------------- | ------------------- | --------- | ----------------------------- |
| 406301     | 2007 GO51  | 26 mar 2007 | Catalina          | CSS                 | —         | MPC                           |
| 406302     | 2007 GX52  | 14 abr 2007 | Kitt Peak         | Spacewatch          | —         | MPC                           |
| 406303     | 2007 GM59  | 15 abr 2007 | Kitt Peak         | Spacewatch          | Ursula    | MPC                           |
| 406304     | 2007 HV21  | 18 abr 2007 | Kitt Peak         | Spacewatch          | —         | MPC                           |
| 406305     | 2007 HN27  | 18 abr 2007 | Kitt Peak         | Spacewatch          | —         | MPC                           |
| 406306     | 2007 HN42  | 22 abr 2007 | Mount Lemmon      | Mount Lemmon Survey | —         | MPC                           |
| 406307     | 2007 HA43  | 20 mar 2007 | Kitt Peak         | Spacewatch          | —         | MPC                           |
| 406308     | 2007 HG60  | 18 abr 2007 | XuYi              | PMO NEO             | —         | MPC                           |
| 406309     | 2007 HX69  | 24 abr 2007 | Kitt Peak         | Spacewatch          | —         | MPC                           |
| 406310     | 2007 HB75  | 22 abr 2007 | Kitt Peak         | Spacewatch          | —         | MPC                           |
| 406311     | 2007 HL84  | 22 abr 2007 | Mount Lemmon      | Mount Lemmon Survey | —         | MPC                           |
| 406312     | 2007 HP95  | 18 abr 2007 | Kitt Peak         | Spacewatch          | Brangane  | MPC                           |
| 406313     | 2007 JY13  | 9 mai 2007  | Mount Lemmon      | Mount Lemmon Survey | —         | MPC                           |
| 406314     | 2007 JQ19  | 18 abr 2007 | Mount Lemmon      | Mount Lemmon Survey | —         | MPC                           |
| 406315     | 2007 JY21  | 10 mai 2007 | Kitt Peak         | Spacewatch          | —         | MPC                           |
| 406316     | 2007 JU27  | 14 abr 2007 | Kitt Peak         | Spacewatch          | —         | MPC                           |
| 406317     | 2007 JH31  | 12 mai 2007 | Mount Lemmon      | Mount Lemmon Survey | —         | MPC                           |
| 406318     | 2007 JU37  | 12 mai 2007 | Mount Lemmon      | Mount Lemmon Survey | Brangane  | MPC                           |
| 406319     | 2007 LP5   | 10 mai 2007 | Mount Lemmon      | Mount Lemmon Survey | —         | MPC                           |
| 406320     | 2007 LZ10  | 4 nov 2004  | Kitt Peak         | Spacewatch          | Brangane  | MPC                           |
| 406321     | 2007 LR16  | 10 jun 2007 | Kitt Peak         | Spacewatch          | —         | MPC                           |
| 406322     | 2007 LP24  | 14 jun 2007 | Kitt Peak         | Spacewatch          | —         | MPC                           |
| 406323     | 2007 PE1   | 4 ago 2007  | Bergisch Gladbach | W. Bickel           | —         | MPC                           |
| 406324     | 2007 PR8   | 7 out 2004  | Kitt Peak         | Spacewatch          | —         | MPC                           |
| 406325     | 2007 PH36  | 13 ago 2007 | Socorro           | LINEAR              | —         | MPC                           |
| 406326     | 2007 PE49  | 9 ago 2007  | Socorro           | LINEAR              | —         | MPC                           |
| 406327     | 2007 QH10  | 23 ago 2007 | Kitt Peak         | Spacewatch          | —         | MPC                           |
| 406328     | 2007 QK12  | 15 jun 2007 | Kitt Peak         | Spacewatch          | —         | MPC                           |
| 406329     | 2007 QQ17  | 24 ago 2007 | Kitt Peak         | Spacewatch          | —         | MPC                           |
| 406330     | 2007 RB3   | 3 set 2007  | Catalina          | CSS                 | Flora     | MPC                           |
| 406331     | 2007 RM14  | 11 set 2007 | Remanzacco        | Remanzacco Obs.     | —         | MPC                           |
| 406332     | 2007 RU33  | 5 set 2007  | Mount Lemmon      | Mount Lemmon Survey | —         | MPC                           |
| 406333     | 2007 RN34  | 6 set 2007  | Anderson Mesa     | LONEOS              | —         | MPC                           |
| 406334     | 2007 RS34  | 6 set 2007  | Anderson Mesa     | LONEOS              | —         | MPC                           |
| 406335     | 2007 RV37  | 8 set 2007  | Anderson Mesa     | LONEOS              | —         | MPC                           |
| 406336     | 2007 RW43  | 9 set 2007  | Kitt Peak         | Spacewatch          | —         | MPC                           |
| 406337     | 2007 RT46  | 9 set 2007  | Kitt Peak         | Spacewatch          | —         | MPC                           |
| 406338     | 2007 RU59  | 10 set 2007 | Catalina          | CSS                 | —         | MPC                           |
| 406339     | 2007 RE64  | 10 set 2007 | Mount Lemmon      | Mount Lemmon Survey | —         | MPC                           |
| 406340     | 2007 RZ67  | 10 set 2007 | Kitt Peak         | Spacewatch          | —         | MPC                           |
| 406341     | 2007 RW79  | 24 ago 2007 | Kitt Peak         | Spacewatch          | —         | MPC                           |
| 406342     | 2007 RR87  | 10 set 2007 | Mount Lemmon      | Mount Lemmon Survey | —         | MPC                           |
| 406343     | 2007 RU95  | 10 set 2007 | Kitt Peak         | Spacewatch          | —         | MPC                           |
| 406344     | 2007 RW95  | 10 set 2007 | Kitt Peak         | Spacewatch          | —         | MPC                           |
| 406345     | 2007 RZ106 | 11 set 2007 | Mount Lemmon      | Mount Lemmon Survey | —         | MPC                           |
| 406346     | 2007 RG111 | 11 set 2007 | Kitt Peak         | Spacewatch          | Pallas    | MPC                           |
| 406347     | 2007 RH127 | 12 set 2007 | Mount Lemmon      | Mount Lemmon Survey | —         | MPC                           |
| 406348     | 2007 RL127 | 12 set 2007 | Mount Lemmon      | Mount Lemmon Survey | —         | MPC                           |
| 406349     | 2007 RU128 | 12 set 2007 | Mount Lemmon      | Mount Lemmon Survey | —         | MPC                           |
| 406350     | 2007 RU139 | 13 set 2007 | Socorro           | LINEAR              | —         | MPC                           |
| 406351     | 2007 RL140 | 13 set 2007 | Socorro           | LINEAR              | —         | MPC                           |
| 406352     | 2007 RC162 | 15 set 2007 | Vicques           | M. Ory              | —         | MPC                           |
| 406353     | 2007 RK169 | 10 set 2007 | Kitt Peak         | Spacewatch          | —         | MPC                           |
| 406354     | 2007 RA171 | 10 set 2007 | Kitt Peak         | Spacewatch          | —         | MPC                           |
| 406355     | 2007 RR171 | 10 set 2007 | Kitt Peak         | Spacewatch          | —         | MPC                           |
| 406356     | 2007 RE179 | 10 set 2007 | Mount Lemmon      | Mount Lemmon Survey | —         | MPC                           |
| 406357     | 2007 RW181 | 11 set 2007 | Mount Lemmon      | Mount Lemmon Survey | —         | MPC                           |
| 406358     | 2007 RR191 | 11 set 2007 | Kitt Peak         | Spacewatch          | —         | MPC                           |
| 406359     | 2007 RA193 | 12 set 2007 | Kitt Peak         | Spacewatch          | —         | MPC                           |
| 406360     | 2007 RU195 | 12 set 2007 | Kitt Peak         | Spacewatch          | —         | MPC                           |
| 406361     | 2007 RQ200 | 13 set 2007 | Kitt Peak         | Spacewatch          | —         | MPC                           |
| 406362     | 2007 RD202 | 13 set 2007 | Kitt Peak         | Spacewatch          | —         | MPC                           |
| 406363     | 2007 RH205 | 9 set 2007  | Kitt Peak         | Spacewatch          | —         | MPC                           |
| 406364     | 2007 RU210 | 11 set 2007 | Kitt Peak         | Spacewatch          | —         | MPC                           |
| 406365     | 2007 RU212 | 2 set 2007  | Mount Lemmon      | Mount Lemmon Survey | Flora     | MPC                           |
| 406366     | 2007 RB214 | 8 nov 1993  | Kitt Peak         | Spacewatch          | —         | MPC                           |
| 406367     | 2007 RJ216 | 13 set 2007 | Anderson Mesa     | LONEOS              | —         | MPC                           |
| 406368     | 2007 RT220 | 14 set 2007 | Mount Lemmon      | Mount Lemmon Survey | —         | MPC                           |
| 406369     | 2007 RV233 | 13 ago 2007 | Socorro           | LINEAR              | —         | MPC                           |
| 406370     | 2007 RV252 | 13 set 2007 | Mount Lemmon      | Mount Lemmon Survey | —         | MPC                           |
| 406371     | 2007 RU265 | 15 set 2007 | Mount Lemmon      | Mount Lemmon Survey | —         | MPC                           |
| 406372     | 2007 RQ267 | 15 set 2007 | Kitt Peak         | Spacewatch          | —         | MPC                           |
| 406373     | 2007 RY268 | 15 set 2007 | Mount Lemmon      | Mount Lemmon Survey | —         | MPC                           |
| 406374     | 2007 RE284 | 10 set 2007 | Kitt Peak         | Spacewatch          | —         | MPC                           |
| 406375     | 2007 RH298 | 9 set 2007  | Kitt Peak         | Spacewatch          | —         | MPC                           |
| 406376     | 2007 RN302 | 8 set 2007  | Mount Lemmon      | Mount Lemmon Survey | —         | MPC                           |
| 406377     | 2007 RM312 | 13 set 2007 | Catalina          | CSS                 | Pallas    | MPC                           |
| 406378     | 2007 RB315 | 7 set 2007  | Socorro           | LINEAR              | —         | MPC                           |
| 406379     | 2007 RP315 | 12 set 2007 | Catalina          | CSS                 | —         | MPC                           |
| 406380     | 2007 RX316 | 9 set 2007  | Kitt Peak         | Spacewatch          | —         | MPC                           |
| 406381     | 2007 RK319 | 12 set 2007 | Mount Lemmon      | Mount Lemmon Survey | —         | MPC                           |
| 406382     | 2007 RY320 | 11 set 2007 | Kitt Peak         | Spacewatch          | —         | MPC                           |
| 406383     | 2007 RP322 | 13 set 2007 | Socorro           | LINEAR              | —         | MPC                           |
| 406384     | 2007 RX323 | 12 set 2007 | Catalina          | CSS                 | —         | MPC                           |
| 406385     | 2007 ST6   | 18 set 2007 | Anderson Mesa     | LONEOS              | —         | MPC                           |
| 406386     | 2007 SZ10  | 21 set 2007 | Bergisch Gladbac  | W. Bickel           | —         | MPC                           |
| 406387     | 2007 SK12  | 30 out 2000 | Socorro           | LINEAR              | —         | MPC                           |
| 406388     | 2007 SW16  | 14 set 2007 | Mount Lemmon      | Mount Lemmon Survey | —         | MPC                           |
| 406389     | 2007 TZ3   | 5 out 2007  | Pla D'Arguines    | R. Ferrando         | —         | MPC                           |
| 406390     | 2007 TF9   | 6 out 2007  | Socorro           | LINEAR              | —         | MPC                           |
| 406391     | 2007 TQ10  | 6 out 2007  | Socorro           | LINEAR              | —         | MPC                           |
| 406392     | 2007 TB17  | 4 out 2007  | Kitt Peak         | Spacewatch          | —         | MPC                           |
| 406393     | 2007 TQ19  | 7 out 2007  | Črni Vrh          | Črni Vrh            | —         | MPC                           |
| 406394     | 2007 TD33  | 6 out 2007  | Kitt Peak         | Spacewatch          | —         | MPC                           |
| 406395     | 2007 TS36  | 4 out 2007  | Catalina          | CSS                 | —         | MPC                           |
| 406396     | 2007 TJ55  | 8 set 2007  | Mount Lemmon      | Mount Lemmon Survey | —         | MPC                           |
| 406397     | 2007 TZ62  | 7 out 2007  | Mount Lemmon      | Mount Lemmon Survey | Mitidika  | MPC                           |
| 406398     | 2007 TZ67  | 9 set 2007  | Anderson Mesa     | LONEOS              | —         | MPC                           |
| 406399     | 2007 TG73  | 14 out 2007 | Altschwendt       | W. Ries             | —         | MPC                           |
| 406400     | 2007 TC79  | 15 set 2007 | Mount Lemmon      | Mount Lemmon Survey | —         | MPC                           |

## 406401–406500
| Designação | Designação | Descoberta  | Descoberta      | Descobridor(es)      | Categoria | Mais informações / Referência |
| Permanente | Provisória | Data        | Local           | Descobridor(es)      | Categoria | Mais informações / Referência |
| ---------- | ---------- | ----------- | --------------- | -------------------- | --------- | ----------------------------- |
| 406401     | 2007 TU79  | 6 out 2007  | Kitt Peak       | Spacewatch           | —         | MPC                           |
| 406402     | 2007 TB94  | 7 out 2007  | Catalina        | CSS                  | —         | MPC                           |
| 406403     | 2007 TD103 | 8 out 2007  | Mount Lemmon    | Mount Lemmon Survey  | Mitidika  | MPC                           |
| 406404     | 2007 TP105 | 15 out 2007 | Calvin-Rehoboth | Calvin–Rehoboth Obs. | —         | MPC                           |
| 406405     | 2007 TJ109 | 7 out 2007  | Catalina        | CSS                  | —         | MPC                           |
| 406406     | 2007 TD115 | 8 out 2007  | Anderson Mesa   | LONEOS               | —         | MPC                           |
| 406407     | 2007 TZ119 | 9 out 2007  | Purple Mountain | PMO NEO              | —         | MPC                           |
| 406408     | 2007 TP124 | 6 out 2007  | Kitt Peak       | Spacewatch           | Mitidika  | MPC                           |
| 406409     | 2007 TK125 | 6 out 2007  | Kitt Peak       | Spacewatch           | —         | MPC                           |
| 406410     | 2007 TT129 | 15 set 2007 | Mount Lemmon    | Mount Lemmon Survey  | —         | MPC                           |
| 406411     | 2007 TZ137 | 8 out 2007  | Mount Lemmon    | Mount Lemmon Survey  | —         | MPC                           |
| 406412     | 2007 TW144 | 6 out 2007  | Socorro         | LINEAR               | —         | MPC                           |
| 406413     | 2007 TZ150 | 24 set 2007 | Kitt Peak       | Spacewatch           | —         | MPC                           |
| 406414     | 2007 TG153 | 9 out 2007  | Socorro         | LINEAR               | —         | MPC                           |
| 406415     | 2007 TH156 | 8 out 2007  | Catalina        | CSS                  | —         | MPC                           |
| 406416     | 2007 TA159 | 24 set 2007 | Kitt Peak       | Spacewatch           | —         | MPC                           |
| 406417     | 2007 TP160 | 9 out 2007  | Socorro         | LINEAR               | —         | MPC                           |
| 406418     | 2007 TP163 | 6 out 2007  | Kitt Peak       | Spacewatch           | Mitidika  | MPC                           |
| 406419     | 2007 TZ166 | 12 out 2007 | Socorro         | LINEAR               | —         | MPC                           |
| 406420     | 2007 TF170 | 27 set 2007 | Mount Lemmon    | Mount Lemmon Survey  | —         | MPC                           |
| 406421     | 2007 TL175 | 4 out 2007  | Kitt Peak       | Spacewatch           | Mitidika  | MPC                           |
| 406422     | 2007 TR176 | 6 out 2007  | Kitt Peak       | Spacewatch           | —         | MPC                           |
| 406423     | 2007 TN179 | 7 out 2007  | Catalina        | CSS                  | —         | MPC                           |
| 406424     | 2007 TJ182 | 11 set 2007 | Catalina        | CSS                  | —         | MPC                           |
| 406425     | 2007 TQ197 | 8 out 2007  | Mount Lemmon    | Mount Lemmon Survey  | —         | MPC                           |
| 406426     | 2007 TY200 | 8 out 2007  | Kitt Peak       | Spacewatch           | —         | MPC                           |
| 406427     | 2007 TB207 | 10 out 2007 | Mount Lemmon    | Mount Lemmon Survey  | —         | MPC                           |
| 406428     | 2007 TH213 | 7 out 2007  | Kitt Peak       | Spacewatch           | —         | MPC                           |
| 406429     | 2007 TL218 | 7 out 2007  | Kitt Peak       | Spacewatch           | Mitidika  | MPC                           |
| 406430     | 2007 TE224 | 10 out 2007 | Mount Lemmon    | Mount Lemmon Survey  | —         | MPC                           |
| 406431     | 2007 TZ235 | 9 out 2007  | Mount Lemmon    | Mount Lemmon Survey  | —         | MPC                           |
| 406432     | 2007 TK240 | 14 out 2007 | Socorro         | LINEAR               | —         | MPC                           |
| 406433     | 2007 TQ243 | 8 out 2007  | Anderson Mesa   | LONEOS               | —         | MPC                           |
| 406434     | 2007 TQ245 | 8 out 2007  | Purple Mountain | PMO NEO              | —         | MPC                           |
| 406435     | 2007 TQ256 | 10 out 2007 | Kitt Peak       | Spacewatch           | —         | MPC                           |
| 406436     | 2007 TS262 | 10 out 2007 | Kitt Peak       | Spacewatch           | —         | MPC                           |
| 406437     | 2007 TB283 | 8 out 2007  | Mount Lemmon    | Mount Lemmon Survey  | —         | MPC                           |
| 406438     | 2007 TE292 | 11 set 2007 | Mount Lemmon    | Mount Lemmon Survey  | —         | MPC                           |
| 406439     | 2007 TM307 | 9 out 2007  | Kitt Peak       | Spacewatch           | —         | MPC                           |
| 406440     | 2007 TK311 | 11 set 2007 | Mount Lemmon    | Mount Lemmon Survey  | Mitidika  | MPC                           |
| 406441     | 2007 TR322 | 11 out 2007 | Kitt Peak       | Spacewatch           | —         | MPC                           |
| 406442     | 2007 TT323 | 29 set 2003 | Kitt Peak       | Spacewatch           | —         | MPC                           |
| 406443     | 2007 TW338 | 15 out 2007 | Kitt Peak       | Spacewatch           | —         | MPC                           |
| 406444     | 2007 TB358 | 14 out 2007 | Mount Lemmon    | Mount Lemmon Survey  | —         | MPC                           |
| 406445     | 2007 TL367 | 10 out 2007 | Catalina        | CSS                  | —         | MPC                           |
| 406446     | 2007 TB377 | 11 out 2007 | Catalina        | CSS                  | —         | MPC                           |
| 406447     | 2007 TB382 | 14 out 2007 | Kitt Peak       | Spacewatch           | Mitidika  | MPC                           |
| 406448     | 2007 TD383 | 14 out 2007 | Kitt Peak       | Spacewatch           | —         | MPC                           |
| 406449     | 2007 TO385 | 4 out 2007  | Kitt Peak       | Spacewatch           | —         | MPC                           |
| 406450     | 2007 TP397 | 10 out 2007 | Catalina        | CSS                  | —         | MPC                           |
| 406451     | 2007 TN401 | 15 out 2007 | Catalina        | CSS                  | Juno      | MPC                           |
| 406452     | 2007 TE428 | 10 out 2007 | Kitt Peak       | Spacewatch           | —         | MPC                           |
| 406453     | 2007 TE430 | 12 out 2007 | Mount Lemmon    | Mount Lemmon Survey  | —         | MPC                           |
| 406454     | 2007 TG430 | 14 out 2007 | Mount Lemmon    | Mount Lemmon Survey  | —         | MPC                           |
| 406455     | 2007 TD433 | 8 out 2007  | Kitt Peak       | Spacewatch           | —         | MPC                           |
| 406456     | 2007 TP434 | 10 out 2007 | Catalina        | CSS                  | —         | MPC                           |
| 406457     | 2007 TO435 | 13 out 2007 | Catalina        | CSS                  | —         | MPC                           |
| 406458     | 2007 TS435 | 14 out 2007 | Mount Lemmon    | Mount Lemmon Survey  | —         | MPC                           |
| 406459     | 2007 TH437 | 8 out 2007  | Mount Lemmon    | Mount Lemmon Survey  | Pallas    | MPC                           |
| 406460     | 2007 TY446 | 10 out 2007 | Catalina        | CSS                  | —         | MPC                           |
| 406461     | 2007 UD15  | 12 set 2007 | Mount Lemmon    | Mount Lemmon Survey  | —         | MPC                           |
| 406462     | 2007 UC18  | 17 out 2007 | Anderson Mesa   | LONEOS               | —         | MPC                           |
| 406463     | 2007 UM23  | 8 out 2007  | Mount Lemmon    | Mount Lemmon Survey  | —         | MPC                           |
| 406464     | 2007 UY23  | 16 out 2007 | Kitt Peak       | Spacewatch           | —         | MPC                           |
| 406465     | 2007 UO29  | 18 out 2007 | Mount Lemmon    | Mount Lemmon Survey  | —         | MPC                           |
| 406466     | 2007 UW44  | 4 out 2007  | Kitt Peak       | Spacewatch           | —         | MPC                           |
| 406467     | 2007 UA49  | 15 set 2007 | Mount Lemmon    | Mount Lemmon Survey  | —         | MPC                           |
| 406468     | 2007 US54  | 18 set 2007 | Mount Lemmon    | Mount Lemmon Survey  | Mitidika  | MPC                           |
| 406469     | 2007 UL56  | 7 out 2007  | Mount Lemmon    | Mount Lemmon Survey  | —         | MPC                           |
| 406470     | 2007 UB59  | 13 set 2007 | Mount Lemmon    | Mount Lemmon Survey  | —         | MPC                           |
| 406471     | 2007 UE61  | 30 out 2007 | Mount Lemmon    | Mount Lemmon Survey  | Mitidika  | MPC                           |
| 406472     | 2007 UT71  | 30 out 2007 | Catalina        | CSS                  | —         | MPC                           |
| 406473     | 2007 UU77  | 4 out 2007  | Kitt Peak       | Spacewatch           | —         | MPC                           |
| 406474     | 2007 UU82  | 30 out 2007 | Kitt Peak       | Spacewatch           | —         | MPC                           |
| 406475     | 2007 UP84  | 30 out 2007 | Kitt Peak       | Spacewatch           | —         | MPC                           |
| 406476     | 2007 UA86  | 10 set 2007 | Mount Lemmon    | Mount Lemmon Survey  | —         | MPC                           |
| 406477     | 2007 UV90  | 30 out 2007 | Mount Lemmon    | Mount Lemmon Survey  | —         | MPC                           |
| 406478     | 2007 UZ90  | 30 out 2007 | Mount Lemmon    | Mount Lemmon Survey  | Mitidika  | MPC                           |
| 406479     | 2007 UL94  | 7 out 2007  | Kitt Peak       | Spacewatch           | —         | MPC                           |
| 406480     | 2007 UN96  | 30 out 2007 | Kitt Peak       | Spacewatch           | —         | MPC                           |
| 406481     | 2007 UL97  | 30 out 2007 | Mount Lemmon    | Mount Lemmon Survey  | —         | MPC                           |
| 406482     | 2007 UG99  | 30 out 2007 | Kitt Peak       | Spacewatch           | —         | MPC                           |
| 406483     | 2007 US99  | 14 out 2007 | Mount Lemmon    | Mount Lemmon Survey  | —         | MPC                           |
| 406484     | 2007 UT106 | 19 out 2007 | Kitt Peak       | Spacewatch           | —         | MPC                           |
| 406485     | 2007 UP122 | 12 out 2007 | Kitt Peak       | Spacewatch           | Mitidika  | MPC                           |
| 406486     | 2007 UO131 | 16 out 2007 | Catalina        | CSS                  | —         | MPC                           |
| 406487     | 2007 UC139 | 21 out 2007 | Catalina        | CSS                  | —         | MPC                           |
| 406488     | 2007 VO    | 11 out 2007 | Kitt Peak       | Spacewatch           | —         | MPC                           |
| 406489     | 2007 VF7   | 1 nov 2007  | Kitt Peak       | Spacewatch           | —         | MPC                           |
| 406490     | 2007 VT11  | 4 nov 2007  | Kitt Peak       | Spacewatch           | —         | MPC                           |
| 406491     | 2007 VS29  | 19 out 2007 | Mount Lemmon    | Mount Lemmon Survey  | —         | MPC                           |
| 406492     | 2007 VV29  | 1 nov 2007  | Kitt Peak       | Spacewatch           | —         | MPC                           |
| 406493     | 2007 VZ34  | 3 nov 2007  | Kitt Peak       | Spacewatch           | —         | MPC                           |
| 406494     | 2007 VD47  | 1 nov 2007  | Kitt Peak       | Spacewatch           | —         | MPC                           |
| 406495     | 2007 VX49  | 1 nov 2007  | Kitt Peak       | Spacewatch           | —         | MPC                           |
| 406496     | 2007 VR51  | 1 nov 2007  | Kitt Peak       | Spacewatch           | —         | MPC                           |
| 406497     | 2007 VO68  | 3 nov 2007  | Mount Lemmon    | Mount Lemmon Survey  | —         | MPC                           |
| 406498     | 2007 VE75  | 3 nov 2007  | Kitt Peak       | Spacewatch           | —         | MPC                           |
| 406499     | 2007 VX84  | 8 nov 2007  | Mayhill         | A. Lowe              | —         | MPC                           |
| 406500     | 2007 VY100 | 2 nov 2007  | Kitt Peak       | Spacewatch           | —         | MPC                           |

## 406501–406600
| Designação | Designação | Descoberta  | Descoberta      | Descobridor(es)     | Categoria | Mais informações / Referência |
| Permanente | Provisória | Data        | Local           | Descobridor(es)     | Categoria | Mais informações / Referência |
| ---------- | ---------- | ----------- | --------------- | ------------------- | --------- | ----------------------------- |
| 406501     | 2007 VW102 | 3 nov 2007  | Kitt Peak       | Spacewatch          | —         | MPC                           |
| 406502     | 2007 VK103 | 13 out 2007 | Catalina        | CSS                 | —         | MPC                           |
| 406503     | 2007 VL115 | 3 nov 2007  | Kitt Peak       | Spacewatch          | —         | MPC                           |
| 406504     | 2007 VE121 | 5 nov 2007  | Kitt Peak       | Spacewatch          | —         | MPC                           |
| 406505     | 2007 VA134 | 7 out 2007  | Kitt Peak       | Spacewatch          | —         | MPC                           |
| 406506     | 2007 VM141 | 4 nov 2007  | Kitt Peak       | Spacewatch          | —         | MPC                           |
| 406507     | 2007 VN148 | 14 set 2007 | Mount Lemmon    | Mount Lemmon Survey | —         | MPC                           |
| 406508     | 2007 VR148 | 20 out 2007 | Mount Lemmon    | Mount Lemmon Survey | Mitidika  | MPC                           |
| 406509     | 2007 VT150 | 7 nov 2007  | Kitt Peak       | Spacewatch          | —         | MPC                           |
| 406510     | 2007 VG151 | 7 nov 2007  | Catalina        | CSS                 | —         | MPC                           |
| 406511     | 2007 VO151 | 7 nov 2007  | Mount Lemmon    | Mount Lemmon Survey | —         | MPC                           |
| 406512     | 2007 VD154 | 18 set 2007 | Mount Lemmon    | Mount Lemmon Survey | —         | MPC                           |
| 406513     | 2007 VX180 | 8 out 2007  | Kitt Peak       | Spacewatch          | —         | MPC                           |
| 406514     | 2007 VR192 | 4 nov 2007  | Mount Lemmon    | Mount Lemmon Survey | —         | MPC                           |
| 406515     | 2007 VO197 | 8 nov 2007  | Mount Lemmon    | Mount Lemmon Survey | —         | MPC                           |
| 406516     | 2007 VM206 | 8 out 2007  | Catalina        | CSS                 | —         | MPC                           |
| 406517     | 2007 VB211 | 26 set 2007 | Mount Lemmon    | Mount Lemmon Survey | —         | MPC                           |
| 406518     | 2007 VQ211 | 9 nov 2007  | Kitt Peak       | Spacewatch          | —         | MPC                           |
| 406519     | 2007 VX212 | 9 nov 2007  | Kitt Peak       | Spacewatch          | —         | MPC                           |
| 406520     | 2007 VM224 | 19 out 2007 | Catalina        | CSS                 | Juno      | MPC                           |
| 406521     | 2007 VC225 | 9 nov 2007  | Mount Lemmon    | Mount Lemmon Survey | Mitidika  | MPC                           |
| 406522     | 2007 VR226 | 9 nov 2007  | Mount Lemmon    | Mount Lemmon Survey | —         | MPC                           |
| 406523     | 2007 VO229 | 7 nov 2007  | Kitt Peak       | Spacewatch          | —         | MPC                           |
| 406524     | 2007 VK230 | 7 nov 2007  | Kitt Peak       | Spacewatch          | Mitidika  | MPC                           |
| 406525     | 2007 VQ253 | 25 out 2007 | Mount Lemmon    | Mount Lemmon Survey | —         | MPC                           |
| 406526     | 2007 VG255 | 11 nov 2007 | Mount Lemmon    | Mount Lemmon Survey | —         | MPC                           |
| 406527     | 2007 VH260 | 15 nov 2007 | Anderson Mesa   | LONEOS              | —         | MPC                           |
| 406528     | 2007 VV273 | 20 out 2007 | Mount Lemmon    | Mount Lemmon Survey | —         | MPC                           |
| 406529     | 2007 VY274 | 13 nov 2007 | Mount Lemmon    | Mount Lemmon Survey | —         | MPC                           |
| 406530     | 2007 VS290 | 1 nov 2007  | Kitt Peak       | Spacewatch          | —         | MPC                           |
| 406531     | 2007 VD308 | 5 nov 2007  | Mount Lemmon    | Mount Lemmon Survey | —         | MPC                           |
| 406532     | 2007 VR308 | 7 nov 2007  | Kitt Peak       | Spacewatch          | —         | MPC                           |
| 406533     | 2007 VL315 | 5 nov 2007  | Purple Mountain | PMO NEO             | —         | MPC                           |
| 406534     | 2007 VQ316 | 6 nov 2007  | Kitt Peak       | Spacewatch          | —         | MPC                           |
| 406535     | 2007 VN320 | 4 nov 2007  | Kitt Peak       | Spacewatch          | —         | MPC                           |
| 406536     | 2007 VD321 | 7 nov 2007  | Kitt Peak       | Spacewatch          | —         | MPC                           |
| 406537     | 2007 VP325 | 2 nov 2007  | Kitt Peak       | Spacewatch          | —         | MPC                           |
| 406538     | 2007 VG327 | 6 nov 2007  | Kitt Peak       | Spacewatch          | —         | MPC                           |
| 406539     | 2007 VF332 | 7 nov 2007  | Mount Lemmon    | Mount Lemmon Survey | —         | MPC                           |
| 406540     | 2007 VU332 | 8 nov 2007  | Mount Lemmon    | Mount Lemmon Survey | —         | MPC                           |
| 406541     | 2007 VK333 | 11 nov 2007 | Socorro         | LINEAR              | —         | MPC                           |
| 406542     | 2007 WJ5   | 18 nov 2007 | Bisei SG Center | BATTeRS             | —         | MPC                           |
| 406543     | 2007 WM8   | 18 nov 2007 | Socorro         | LINEAR              | —         | MPC                           |
| 406544     | 2007 WT9   | 12 out 2007 | Kitt Peak       | Spacewatch          | —         | MPC                           |
| 406545     | 2007 WB15  | 15 set 2007 | Mount Lemmon    | Mount Lemmon Survey | —         | MPC                           |
| 406546     | 2007 WN32  | 2 nov 2007  | Kitt Peak       | Spacewatch          | —         | MPC                           |
| 406547     | 2007 WQ37  | 19 nov 2007 | Mount Lemmon    | Mount Lemmon Survey | —         | MPC                           |
| 406548     | 2007 WF44  | 19 nov 2007 | Mount Lemmon    | Mount Lemmon Survey | —         | MPC                           |
| 406549     | 2007 WT57  | 20 nov 2007 | Mount Lemmon    | Mount Lemmon Survey | —         | MPC                           |
| 406550     | 2007 XX23  | 11 dez 2007 | Saint-Sulpice   | B. Christophe       | —         | MPC                           |
| 406551     | 2007 XF54  | 4 dez 2007  | Mount Lemmon    | Mount Lemmon Survey | Mitidika  | MPC                           |
| 406552     | 2007 XN58  | 6 dez 2007  | Kitt Peak       | Spacewatch          | —         | MPC                           |
| 406553     | 2007 YV4   | 16 dez 2007 | Catalina        | CSS                 | —         | MPC                           |
| 406554     | 2007 YY5   | 16 dez 2007 | Mount Lemmon    | Mount Lemmon Survey | —         | MPC                           |
| 406555     | 2007 YN15  | 16 dez 2007 | Kitt Peak       | Spacewatch          | —         | MPC                           |
| 406556     | 2007 YE27  | 18 dez 2007 | Mount Lemmon    | Mount Lemmon Survey | —         | MPC                           |
| 406557     | 2007 YO42  | 4 nov 2007  | Mount Lemmon    | Mount Lemmon Survey | —         | MPC                           |
| 406558     | 2007 YH47  | 30 dez 2007 | Mount Lemmon    | Mount Lemmon Survey | —         | MPC                           |
| 406559     | 2007 YX50  | 28 dez 2007 | Kitt Peak       | Spacewatch          | Phocaea   | MPC                           |
| 406560     | 2007 YC51  | 28 dez 2007 | Kitt Peak       | Spacewatch          | —         | MPC                           |
| 406561     | 2007 YB56  | 2 nov 2007  | Mount Lemmon    | Mount Lemmon Survey | —         | MPC                           |
| 406562     | 2007 YQ61  | 19 dez 2007 | Catalina        | CSS                 | —         | MPC                           |
| 406563     | 2007 YO64  | 18 dez 2007 | Mount Lemmon    | Mount Lemmon Survey | —         | MPC                           |
| 406564     | 2007 YK65  | 17 dez 2007 | Mount Lemmon    | Mount Lemmon Survey | —         | MPC                           |
| 406565     | 2007 YM66  | 30 dez 2007 | Kitt Peak       | Spacewatch          | —         | MPC                           |
| 406566     | 2007 YX66  | 30 dez 2007 | Mount Lemmon    | Mount Lemmon Survey | —         | MPC                           |
| 406567     | 2007 YP68  | 17 dez 2007 | Mount Lemmon    | Mount Lemmon Survey | —         | MPC                           |
| 406568     | 2007 YM73  | 30 dez 2007 | Mount Lemmon    | Mount Lemmon Survey | —         | MPC                           |
| 406569     | 2007 YR73  | 30 dez 2007 | Kitt Peak       | Spacewatch          | Mitidika  | MPC                           |
| 406570     | 2007 YN74  | 17 dez 2007 | Mount Lemmon    | Mount Lemmon Survey | —         | MPC                           |
| 406571     | 2008 AH7   | 10 jan 2008 | Mount Lemmon    | Mount Lemmon Survey | Juno      | MPC                           |
| 406572     | 2008 AQ15  | 10 jan 2008 | Mount Lemmon    | Mount Lemmon Survey | —         | MPC                           |
| 406573     | 2008 AU16  | 10 jan 2008 | Kitt Peak       | Spacewatch          | —         | MPC                           |
| 406574     | 2008 AV22  | 10 jan 2008 | Mount Lemmon    | Mount Lemmon Survey | —         | MPC                           |
| 406575     | 2008 AG24  | 10 jan 2008 | Mount Lemmon    | Mount Lemmon Survey | —         | MPC                           |
| 406576     | 2008 AU36  | 31 dez 2007 | Catalina        | CSS                 | —         | MPC                           |
| 406577     | 2008 AJ39  | 10 jan 2008 | Mount Lemmon    | Mount Lemmon Survey | —         | MPC                           |
| 406578     | 2008 AD48  | 4 dez 2007  | Mount Lemmon    | Mount Lemmon Survey | Mitidika  | MPC                           |
| 406579     | 2008 AA75  | 30 dez 2007 | Kitt Peak       | Spacewatch          | —         | MPC                           |
| 406580     | 2008 AG78  | 12 jan 2008 | Kitt Peak       | Spacewatch          | —         | MPC                           |
| 406581     | 2008 AA79  | 12 jan 2008 | Kitt Peak       | Spacewatch          | —         | MPC                           |
| 406582     | 2008 AK81  | 12 jan 2008 | Kitt Peak       | Spacewatch          | —         | MPC                           |
| 406583     | 2008 AE85  | 13 jan 2008 | Kitt Peak       | Spacewatch          | —         | MPC                           |
| 406584     | 2008 AK90  | 13 jan 2008 | Kitt Peak       | Spacewatch          | —         | MPC                           |
| 406585     | 2008 AP97  | 14 jan 2008 | Kitt Peak       | Spacewatch          | —         | MPC                           |
| 406586     | 2008 AL98  | 14 jan 2008 | Kitt Peak       | Spacewatch          | —         | MPC                           |
| 406587     | 2008 AX103 | 28 dez 2007 | Kitt Peak       | Spacewatch          | —         | MPC                           |
| 406588     | 2008 BZ14  | 11 mai 1996 | Kitt Peak       | Spacewatch          | —         | MPC                           |
| 406589     | 2008 BJ17  | 19 dez 2003 | Socorro         | LINEAR              | —         | MPC                           |
| 406590     | 2008 BC29  | 19 jan 2008 | Kitt Peak       | Spacewatch          | Phocaea   | MPC                           |
| 406591     | 2008 BG29  | 30 dez 2007 | Mount Lemmon    | Mount Lemmon Survey | —         | MPC                           |
| 406592     | 2008 BH30  | 10 jan 2008 | Kitt Peak       | Spacewatch          | —         | MPC                           |
| 406593     | 2008 BQ36  | 30 jan 2008 | Kitt Peak       | Spacewatch          | —         | MPC                           |
| 406594     | 2008 BA44  | 18 nov 2007 | Mount Lemmon    | Mount Lemmon Survey | —         | MPC                           |
| 406595     | 2008 BO46  | 30 jan 2008 | Mount Lemmon    | Mount Lemmon Survey | —         | MPC                           |
| 406596     | 2008 CW2   | 1 fev 2008  | Mount Lemmon    | Mount Lemmon Survey | —         | MPC                           |
| 406597     | 2008 CT3   | 2 fev 2008  | Kitt Peak       | Spacewatch          | —         | MPC                           |
| 406598     | 2008 CL9   | 10 jan 2008 | Kitt Peak       | Spacewatch          | —         | MPC                           |
| 406599     | 2008 CU18  | 10 jan 2008 | Mount Lemmon    | Mount Lemmon Survey | —         | MPC                           |
| 406600     | 2008 CF24  | 1 fev 2008  | Kitt Peak       | Spacewatch          | —         | MPC                           |

## 406601–406700
| Designação | Designação | Descoberta  | Descoberta      | Descobridor(es)     | Categoria | Mais informações / Referência |
| Permanente | Provisória | Data        | Local           | Descobridor(es)     | Categoria | Mais informações / Referência |
| ---------- | ---------- | ----------- | --------------- | ------------------- | --------- | ----------------------------- |
| 406601     | 2008 CF26  | 2 fev 2008  | Kitt Peak       | Spacewatch          | —         | MPC                           |
| 406602     | 2008 CP37  | 2 fev 2008  | Kitt Peak       | Spacewatch          | —         | MPC                           |
| 406603     | 2008 CM44  | 2 fev 2008  | Kitt Peak       | Spacewatch          | —         | MPC                           |
| 406604     | 2008 CT44  | 2 fev 2008  | Kitt Peak       | Spacewatch          | —         | MPC                           |
| 406605     | 2008 CB47  | 3 fev 2008  | Catalina        | CSS                 | —         | MPC                           |
| 406606     | 2008 CM56  | 18 jan 2008 | Kitt Peak       | Spacewatch          | —         | MPC                           |
| 406607     | 2008 CD57  | 7 fev 2008  | Mount Lemmon    | Mount Lemmon Survey | —         | MPC                           |
| 406608     | 2008 CJ58  | 7 fev 2008  | Kitt Peak       | Spacewatch          | —         | MPC                           |
| 406609     | 2008 CY59  | 7 fev 2008  | Kitt Peak       | Spacewatch          | —         | MPC                           |
| 406610     | 2008 CJ62  | 3 out 2006  | Mount Lemmon    | Mount Lemmon Survey | —         | MPC                           |
| 406611     | 2008 CO65  | 8 fev 2008  | Kitt Peak       | Spacewatch          | —         | MPC                           |
| 406612     | 2008 CP67  | 8 fev 2008  | Kitt Peak       | Spacewatch          | —         | MPC                           |
| 406613     | 2008 CW70  | 10 fev 2008 | Altschwendt     | W. Ries             | —         | MPC                           |
| 406614     | 2008 CL89  | 7 fev 2008  | Kitt Peak       | Spacewatch          | Phocaea   | MPC                           |
| 406615     | 2008 CD92  | 8 fev 2008  | Kitt Peak       | Spacewatch          | —         | MPC                           |
| 406616     | 2008 CX95  | 7 nov 2007  | Mount Lemmon    | Mount Lemmon Survey | —         | MPC                           |
| 406617     | 2008 CK100 | 9 fev 2008  | Kitt Peak       | Spacewatch          | —         | MPC                           |
| 406618     | 2008 CD112 | 11 jan 2008 | Kitt Peak       | Spacewatch          | —         | MPC                           |
| 406619     | 2008 CM112 | 30 dez 2007 | Mount Lemmon    | Mount Lemmon Survey | Phocaea   | MPC                           |
| 406620     | 2008 CU121 | 7 fev 2008  | Catalina        | CSS                 | —         | MPC                           |
| 406621     | 2008 CB127 | 8 fev 2008  | Kitt Peak       | Spacewatch          | —         | MPC                           |
| 406622     | 2008 CX131 | 8 fev 2008  | Kitt Peak       | Spacewatch          | —         | MPC                           |
| 406623     | 2008 CT133 | 8 fev 2008  | Kitt Peak       | Spacewatch          | —         | MPC                           |
| 406624     | 2008 CC134 | 8 fev 2008  | Kitt Peak       | Spacewatch          | —         | MPC                           |
| 406625     | 2008 CK135 | 2 out 2006  | Mount Lemmon    | Mount Lemmon Survey | —         | MPC                           |
| 406626     | 2008 CC141 | 20 dez 2007 | Mount Lemmon    | Mount Lemmon Survey | —         | MPC                           |
| 406627     | 2008 CY141 | 1 fev 2008  | Kitt Peak       | Spacewatch          | —         | MPC                           |
| 406628     | 2008 CN154 | 9 fev 2008  | Mount Lemmon    | Mount Lemmon Survey | —         | MPC                           |
| 406629     | 2008 CP162 | 10 fev 2008 | Kitt Peak       | Spacewatch          | —         | MPC                           |
| 406630     | 2008 CV170 | 12 fev 2008 | Mount Lemmon    | Mount Lemmon Survey | —         | MPC                           |
| 406631     | 2008 CE178 | 6 fev 2008  | Catalina        | CSS                 | —         | MPC                           |
| 406632     | 2008 CV180 | 9 fev 2008  | Catalina        | CSS                 | —         | MPC                           |
| 406633     | 2008 CM186 | 11 nov 2007 | Mount Lemmon    | Mount Lemmon Survey | —         | MPC                           |
| 406634     | 2008 CN188 | 18 jan 2008 | Mount Lemmon    | Mount Lemmon Survey | —         | MPC                           |
| 406635     | 2008 CT195 | 2 fev 2008  | Kitt Peak       | Spacewatch          | —         | MPC                           |
| 406636     | 2008 CX195 | 9 fev 2008  | Kitt Peak       | Spacewatch          | —         | MPC                           |
| 406637     | 2008 CX199 | 13 fev 2008 | Kitt Peak       | Spacewatch          | —         | MPC                           |
| 406638     | 2008 CQ201 | 3 fev 2008  | Kitt Peak       | Spacewatch          | —         | MPC                           |
| 406639     | 2008 CU202 | 8 fev 2008  | Kitt Peak       | Spacewatch          | —         | MPC                           |
| 406640     | 2008 CQ207 | 7 fev 2008  | Kitt Peak       | Spacewatch          | —         | MPC                           |
| 406641     | 2008 CY212 | 9 fev 2008  | Mount Lemmon    | Mount Lemmon Survey | —         | MPC                           |
| 406642     | 2008 DB1   | 24 fev 2008 | Kitt Peak       | Spacewatch          | —         | MPC                           |
| 406643     | 2008 DX6   | 24 fev 2008 | Kitt Peak       | Spacewatch          | —         | MPC                           |
| 406644     | 2008 DP19  | 27 fev 2008 | Mount Lemmon    | Mount Lemmon Survey | —         | MPC                           |
| 406645     | 2008 DB20  | 28 fev 2008 | Kitt Peak       | Spacewatch          | —         | MPC                           |
| 406646     | 2008 DX24  | 13 fev 2008 | Socorro         | LINEAR              | —         | MPC                           |
| 406647     | 2008 DO26  | 28 fev 2008 | Kitt Peak       | Spacewatch          | —         | MPC                           |
| 406648     | 2008 DP39  | 27 fev 2008 | Mount Lemmon    | Mount Lemmon Survey | —         | MPC                           |
| 406649     | 2008 DV39  | 27 fev 2008 | Mount Lemmon    | Mount Lemmon Survey | —         | MPC                           |
| 406650     | 2008 DO56  | 26 fev 2008 | Socorro         | LINEAR              | —         | MPC                           |
| 406651     | 2008 DE59  | 27 fev 2008 | Kitt Peak       | Spacewatch          | —         | MPC                           |
| 406652     | 2008 DH59  | 27 fev 2008 | Mount Lemmon    | Mount Lemmon Survey | —         | MPC                           |
| 406653     | 2008 DG67  | 11 fev 2008 | Mount Lemmon    | Mount Lemmon Survey | —         | MPC                           |
| 406654     | 2008 DR72  | 7 fev 2008  | Kitt Peak       | Spacewatch          | —         | MPC                           |
| 406655     | 2008 DX74  | 7 fev 2008  | Mount Lemmon    | Mount Lemmon Survey | —         | MPC                           |
| 406656     | 2008 DZ77  | 1 fev 2008  | Kitt Peak       | Spacewatch          | —         | MPC                           |
| 406657     | 2008 DF78  | 10 fev 2008 | Kitt Peak       | Spacewatch          | —         | MPC                           |
| 406658     | 2008 DD89  | 28 fev 2008 | Catalina        | CSS                 | —         | MPC                           |
| 406659     | 2008 EE16  | 1 mar 2008  | Kitt Peak       | Spacewatch          | Phocaea   | MPC                           |
| 406660     | 2008 EQ17  | 1 mar 2008  | Kitt Peak       | Spacewatch          | Eos       | MPC                           |
| 406661     | 2008 EB20  | 2 mar 2008  | Kitt Peak       | Spacewatch          | Phocaea   | MPC                           |
| 406662     | 2008 EG22  | 2 mar 2008  | Purple Mountain | PMO NEO             | —         | MPC                           |
| 406663     | 2008 EC26  | 8 fev 2008  | Mount Lemmon    | Mount Lemmon Survey | —         | MPC                           |
| 406664     | 2008 EA46  | 5 mar 2008  | Kitt Peak       | Spacewatch          | —         | MPC                           |
| 406665     | 2008 ES47  | 5 mar 2008  | Mount Lemmon    | Mount Lemmon Survey | —         | MPC                           |
| 406666     | 2008 EZ50  | 27 fev 2008 | Kitt Peak       | Spacewatch          | —         | MPC                           |
| 406667     | 2008 EQ56  | 7 mar 2008  | Catalina        | CSS                 | —         | MPC                           |
| 406668     | 2008 EL57  | 7 mar 2008  | Kitt Peak       | Spacewatch          | —         | MPC                           |
| 406669     | 2008 EM60  | 8 mar 2008  | Catalina        | CSS                 | —         | MPC                           |
| 406670     | 2008 EZ60  | 8 mar 2008  | Kitt Peak       | Spacewatch          | Phocaea   | MPC                           |
| 406671     | 2008 EK75  | 7 mar 2008  | Kitt Peak       | Spacewatch          | —         | MPC                           |
| 406672     | 2008 ET87  | 10 mar 2008 | Mount Lemmon    | Mount Lemmon Survey | —         | MPC                           |
| 406673     | 2008 ES90  | 16 dez 2007 | Mount Lemmon    | Mount Lemmon Survey | —         | MPC                           |
| 406674     | 2008 EY95  | 6 mar 2008  | Mount Lemmon    | Mount Lemmon Survey | —         | MPC                           |
| 406675     | 2008 EG99  | 4 mar 2008  | Catalina        | CSS                 | —         | MPC                           |
| 406676     | 2008 EJ102 | 11 fev 2008 | Mount Lemmon    | Mount Lemmon Survey | —         | MPC                           |
| 406677     | 2008 EO110 | 8 mar 2008  | Mount Lemmon    | Mount Lemmon Survey | —         | MPC                           |
| 406678     | 2008 EB111 | 8 out 2005  | Kitt Peak       | Spacewatch          | —         | MPC                           |
| 406679     | 2008 EJ113 | 14 dez 2007 | Mount Lemmon    | Mount Lemmon Survey | —         | MPC                           |
| 406680     | 2008 ES113 | 8 mar 2008  | Mount Lemmon    | Mount Lemmon Survey | —         | MPC                           |
| 406681     | 2008 ES115 | 8 mar 2008  | Mount Lemmon    | Mount Lemmon Survey | —         | MPC                           |
| 406682     | 2008 EJ118 | 3 fev 2008  | Catalina        | CSS                 | —         | MPC                           |
| 406683     | 2008 ES125 | 10 mar 2008 | Mount Lemmon    | Mount Lemmon Survey | —         | MPC                           |
| 406684     | 2008 EL140 | 12 mar 2008 | Kitt Peak       | Spacewatch          | —         | MPC                           |
| 406685     | 2008 EP147 | 1 mar 2008  | Kitt Peak       | Spacewatch          | —         | MPC                           |
| 406686     | 2008 EN150 | 10 mar 2008 | Kitt Peak       | Spacewatch          | —         | MPC                           |
| 406687     | 2008 EQ154 | 6 mar 2008  | Mount Lemmon    | Mount Lemmon Survey | —         | MPC                           |
| 406688     | 2008 EA157 | 13 mar 2008 | Kitt Peak       | Spacewatch          | —         | MPC                           |
| 406689     | 2008 ES157 | 1 mar 2008  | Kitt Peak       | Spacewatch          | —         | MPC                           |
| 406690     | 2008 EE158 | 5 mar 2008  | Mount Lemmon    | Mount Lemmon Survey | —         | MPC                           |
| 406691     | 2008 EL166 | 6 mar 2008  | Catalina        | CSS                 | —         | MPC                           |
| 406692     | 2008 EL167 | 8 mar 2008  | Socorro         | LINEAR              | —         | MPC                           |
| 406693     | 2008 FJ2   | 12 fev 2008 | Mount Lemmon    | Mount Lemmon Survey | —         | MPC                           |
| 406694     | 2008 FX4   | 26 mar 2008 | Mount Lemmon    | Mount Lemmon Survey | —         | MPC                           |
| 406695     | 2008 FE6   | 5 dez 2002  | Socorro         | LINEAR              | —         | MPC                           |
| 406696     | 2008 FA8   | 25 mar 2008 | Kitt Peak       | Spacewatch          | —         | MPC                           |
| 406697     | 2008 FM10  | 26 mar 2008 | Kitt Peak       | Spacewatch          | —         | MPC                           |
| 406698     | 2008 FQ13  | 26 mar 2008 | Mount Lemmon    | Mount Lemmon Survey | —         | MPC                           |
| 406699     | 2008 FD18  | 11 mar 2008 | Catalina        | CSS                 | —         | MPC                           |
| 406700     | 2008 FQ20  | 10 mar 2008 | Mount Lemmon    | Mount Lemmon Survey | —         | MPC                           |

## 406701–406800
| Designação | Designação | Descoberta  | Descoberta     | Descobridor(es)     | Categoria  | Mais informações / Referência |
| Permanente | Provisória | Data        | Local          | Descobridor(es)     | Categoria  | Mais informações / Referência |
| ---------- | ---------- | ----------- | -------------- | ------------------- | ---------- | ----------------------------- |
| 406701     | 2008 FL22  | 27 mar 2008 | Kitt Peak      | Spacewatch          | —          | MPC                           |
| 406702     | 2008 FC23  | 10 mar 2008 | Mount Lemmon   | Mount Lemmon Survey | —          | MPC                           |
| 406703     | 2008 FJ23  | 27 mar 2008 | Kitt Peak      | Spacewatch          | —          | MPC                           |
| 406704     | 2008 FZ23  | 27 mar 2008 | Kitt Peak      | Spacewatch          | —          | MPC                           |
| 406705     | 2008 FZ37  | 28 mar 2008 | Kitt Peak      | Spacewatch          | —          | MPC                           |
| 406706     | 2008 FM39  | 10 mar 2008 | Kitt Peak      | Spacewatch          | —          | MPC                           |
| 406707     | 2008 FO39  | 10 mar 2008 | Kitt Peak      | Spacewatch          | —          | MPC                           |
| 406708     | 2008 FF42  | 28 mar 2008 | Mount Lemmon   | Mount Lemmon Survey | Phocaea    | MPC                           |
| 406709     | 2008 FG46  | 28 mar 2008 | Mount Lemmon   | Mount Lemmon Survey | —          | MPC                           |
| 406710     | 2008 FG57  | 28 mar 2008 | Mount Lemmon   | Mount Lemmon Survey | —          | MPC                           |
| 406711     | 2008 FU61  | 31 mar 2008 | Farra d'Isonzo | Farra d'Isonzo      | Themis     | MPC                           |
| 406712     | 2008 FQ78  | 15 mar 2008 | Mount Lemmon   | Mount Lemmon Survey | —          | MPC                           |
| 406713     | 2008 FB103 | 30 mar 2008 | Kitt Peak      | Spacewatch          | —          | MPC                           |
| 406714     | 2008 FA111 | 31 mar 2008 | Kitt Peak      | Spacewatch          | —          | MPC                           |
| 406715     | 2008 FA119 | 31 mar 2008 | Mount Lemmon   | Mount Lemmon Survey | —          | MPC                           |
| 406716     | 2008 FX122 | 28 mar 2008 | Kitt Peak      | Spacewatch          | —          | MPC                           |
| 406717     | 2008 FB137 | 29 mar 2008 | Kitt Peak      | Spacewatch          | —          | MPC                           |
| 406718     | 2008 GT14  | 3 abr 2008  | Mount Lemmon   | Mount Lemmon Survey | —          | MPC                           |
| 406719     | 2008 GC16  | 23 nov 2006 | Kitt Peak      | Spacewatch          | —          | MPC                           |
| 406720     | 2008 GC22  | 27 mar 2008 | Kitt Peak      | Spacewatch          | —          | MPC                           |
| 406721     | 2008 GE24  | 1 abr 2008  | Mount Lemmon   | Mount Lemmon Survey | —          | MPC                           |
| 406722     | 2008 GZ29  | 3 abr 2008  | Mount Lemmon   | Mount Lemmon Survey | —          | MPC                           |
| 406723     | 2008 GU33  | 5 mar 2008  | Kitt Peak      | Spacewatch          | —          | MPC                           |
| 406724     | 2008 GE41  | 17 jan 2007 | Kitt Peak      | Spacewatch          | —          | MPC                           |
| 406725     | 2008 GE47  | 4 abr 2008  | Kitt Peak      | Spacewatch          | —          | MPC                           |
| 406726     | 2008 GN55  | 13 mar 2008 | Kitt Peak      | Spacewatch          | —          | MPC                           |
| 406727     | 2008 GS58  | 28 mar 2008 | Mount Lemmon   | Mount Lemmon Survey | —          | MPC                           |
| 406728     | 2008 GE75  | 7 abr 2003  | Kitt Peak      | Spacewatch          | —          | MPC                           |
| 406729     | 2008 GM78  | 7 abr 2008  | Kitt Peak      | Spacewatch          | —          | MPC                           |
| 406730     | 2008 GP87  | 5 abr 2008  | Mount Lemmon   | Mount Lemmon Survey | —          | MPC                           |
| 406731     | 2008 GV87  | 5 abr 2008  | Catalina       | CSS                 | —          | MPC                           |
| 406732     | 2008 GS101 | 10 abr 2008 | Kitt Peak      | Spacewatch          | —          | MPC                           |
| 406733     | 2008 GK106 | 11 abr 2008 | Mount Lemmon   | Mount Lemmon Survey | —          | MPC                           |
| 406734     | 2008 GE114 | 9 out 2005  | Kitt Peak      | Spacewatch          | —          | MPC                           |
| 406735     | 2008 GB129 | 1 abr 2008  | Mount Lemmon   | Mount Lemmon Survey | —          | MPC                           |
| 406736     | 2008 GA142 | 1 abr 2008  | Mount Lemmon   | Mount Lemmon Survey | —          | MPC                           |
| 406737     | 2008 HP2   | 25 abr 2008 | Vicques        | M. Ory              | —          | MPC                           |
| 406738     | 2008 HU2   | 4 abr 2008  | Catalina       | CSS                 | —          | MPC                           |
| 406739     | 2008 HQ4   | 29 mar 2008 | Catalina       | CSS                 | —          | MPC                           |
| 406740     | 2008 HY4   | 13 mar 2008 | Kitt Peak      | Spacewatch          | —          | MPC                           |
| 406741     | 2008 HV24  | 27 abr 2008 | Kitt Peak      | Spacewatch          | —          | MPC                           |
| 406742     | 2008 HB26  | 27 abr 2008 | Kitt Peak      | Spacewatch          | —          | MPC                           |
| 406743     | 2008 HZ36  | 14 abr 2008 | Kitt Peak      | Spacewatch          | —          | MPC                           |
| 406744     | 2008 HW60  | 14 abr 2008 | Catalina       | CSS                 | —          | MPC                           |
| 406745     | 2008 HU66  | 25 abr 2008 | Kitt Peak      | Spacewatch          | —          | MPC                           |
| 406746     | 2008 HV67  | 25 abr 2008 | Kitt Peak      | Spacewatch          | —          | MPC                           |
| 406747     | 2008 HV69  | 29 abr 2008 | Kitt Peak      | Spacewatch          | —          | MPC                           |
| 406748     | 2008 JA4   | 1 mai 2008  | Kitt Peak      | Spacewatch          | —          | MPC                           |
| 406749     | 2008 JJ10  | 3 mai 2008  | Kitt Peak      | Spacewatch          | —          | MPC                           |
| 406750     | 2008 JU12  | 3 mai 2008  | Kitt Peak      | Spacewatch          | —          | MPC                           |
| 406751     | 2008 JN13  | 5 dez 2005  | Kitt Peak      | Spacewatch          | Brangane   | MPC                           |
| 406752     | 2008 JD22  | 6 mai 2008  | Kitt Peak      | Spacewatch          | —          | MPC                           |
| 406753     | 2008 JN27  | 8 mai 2008  | Kitt Peak      | Spacewatch          | —          | MPC                           |
| 406754     | 2008 JY27  | 8 mai 2008  | Kitt Peak      | Spacewatch          | —          | MPC                           |
| 406755     | 2008 JQ29  | 13 mai 2008 | Mount Lemmon   | Mount Lemmon Survey | —          | MPC                           |
| 406756     | 2008 JN30  | 11 mai 2008 | Kitt Peak      | Spacewatch          | —          | MPC                           |
| 406757     | 2008 JP34  | 15 mai 2008 | Kitt Peak      | Spacewatch          | —          | MPC                           |
| 406758     | 2008 JW39  | 6 mai 2008  | Mount Lemmon   | Mount Lemmon Survey | Brangane   | MPC                           |
| 406759     | 2008 JR40  | 15 mai 2008 | Kitt Peak      | Spacewatch          | —          | MPC                           |
| 406760     | 2008 KD1   | 26 mai 2008 | Kitt Peak      | Spacewatch          | —          | MPC                           |
| 406761     | 2008 KB7   | 26 mai 2008 | Kitt Peak      | Spacewatch          | —          | MPC                           |
| 406762     | 2008 KJ9   | 27 mai 2008 | Kitt Peak      | Spacewatch          | —          | MPC                           |
| 406763     | 2008 KX9   | 24 abr 2008 | Kitt Peak      | Spacewatch          | —          | MPC                           |
| 406764     | 2008 KB14  | 14 mai 2008 | Kitt Peak      | Spacewatch          | —          | MPC                           |
| 406765     | 2008 KD15  | 27 mai 2008 | Mount Lemmon   | Mount Lemmon Survey | —          | MPC                           |
| 406766     | 2008 KZ30  | 29 mai 2008 | Kitt Peak      | Spacewatch          | —          | MPC                           |
| 406767     | 2008 KS42  | 29 mai 2008 | Kitt Peak      | Spacewatch          | —          | MPC                           |
| 406768     | 2008 LH5   | 7 jan 2000  | Kitt Peak      | Spacewatch          | —          | MPC                           |
| 406769     | 2008 LL8   | 14 abr 2008 | Mount Lemmon   | Mount Lemmon Survey | Brangane   | MPC                           |
| 406770     | 2008 OJ    | 25 jul 2008 | La Sagra       | Mallorca Obs.       | —          | MPC                           |
| 406771     | 2008 OH21  | 30 jul 2008 | Catalina       | CSS                 | —          | MPC                           |
| 406772     | 2008 OM21  | 30 jul 2008 | Kitt Peak      | Spacewatch          | —          | MPC                           |
| 406773     | 2008 OM22  | 26 jul 2008 | Siding Spring  | SSS                 | —          | MPC                           |
| 406774     | 2008 PO1   | 30 jul 2008 | Kitt Peak      | Spacewatch          | —          | MPC                           |
| 406775     | 2008 PB2   | 3 ago 2008  | La Sagra       | Mallorca Obs.       | —          | MPC                           |
| 406776     | 2008 PB21  | 3 ago 2008  | Siding Spring  | SSS                 | —          | MPC                           |
| 406777     | 2008 QP29  | 24 ago 2008 | La Sagra       | Mallorca Obs.       | —          | MPC                           |
| 406778     | 2008 QZ47  | 24 ago 2008 | Socorro        | LINEAR              | —          | MPC                           |
| 406779     | 2008 QC48  | 26 ago 2008 | Socorro        | LINEAR              | —          | MPC                           |
| 406780     | 2008 RN11  | 11 mar 2005 | Mount Lemmon   | Mount Lemmon Survey | —          | MPC                           |
| 406781     | 2008 RN16  | 4 set 2008  | Kitt Peak      | Spacewatch          | Brangane   | MPC                           |
| 406782     | 2008 RT27  | 8 set 2008  | Grove Creek    | F. Tozzi            | —          | MPC                           |
| 406783     | 2008 RC71  | 6 set 2008  | Mount Lemmon   | Mount Lemmon Survey | —          | MPC                           |
| 406784     | 2008 RV74  | 6 set 2008  | Catalina       | CSS                 | —          | MPC                           |
| 406785     | 2008 RZ76  | 6 set 2008  | Catalina       | CSS                 | —          | MPC                           |
| 406786     | 2008 RN82  | 4 set 2008  | Kitt Peak      | Spacewatch          | Euphrosyne | MPC                           |
| 406787     | 2008 RH109 | 2 set 2008  | Kitt Peak      | Spacewatch          | —          | MPC                           |
| 406788     | 2008 RT138 | 6 set 2008  | Catalina       | CSS                 | —          | MPC                           |
| 406789     | 2008 SF14  | 7 set 2008  | Mount Lemmon   | Mount Lemmon Survey | —          | MPC                           |
| 406790     | 2008 SG89  | 21 set 2008 | Kitt Peak      | Spacewatch          | —          | MPC                           |
| 406791     | 2008 SF90  | 21 set 2008 | Kitt Peak      | Spacewatch          | —          | MPC                           |
| 406792     | 2008 SN143 | 24 set 2008 | Mount Lemmon   | Mount Lemmon Survey | —          | MPC                           |
| 406793     | 2008 SG258 | 22 set 2008 | Kitt Peak      | Spacewatch          | —          | MPC                           |
| 406794     | 2008 TR65  | 2 out 2008  | Catalina       | CSS                 | Ursula     | MPC                           |
| 406795     | 2008 TS67  | 2 out 2008  | Kitt Peak      | Spacewatch          | —          | MPC                           |
| 406796     | 2008 TH103 | 2 out 2008  | Kitt Peak      | Spacewatch          | —          | MPC                           |
| 406797     | 2008 TG141 | 2 set 2008  | Kitt Peak      | Spacewatch          | —          | MPC                           |
| 406798     | 2008 TG184 | 6 out 2008  | Socorro        | LINEAR              | —          | MPC                           |
| 406799     | 2008 UQ8   | 17 out 2008 | Kitt Peak      | Spacewatch          | —          | MPC                           |
| 406800     | 2008 US24  | 20 out 2008 | Kitt Peak      | Spacewatch          | —          | MPC                           |

## 406801–406900
| Designação | Designação | Descoberta  | Descoberta   | Descobridor(es)     | Categoria | Mais informações / Referência |
| Permanente | Provisória | Data        | Local        | Descobridor(es)     | Categoria | Mais informações / Referência |
| ---------- | ---------- | ----------- | ------------ | ------------------- | --------- | ----------------------------- |
| 406801     | 2008 UX28  | 20 out 2008 | Kitt Peak    | Spacewatch          | —         | MPC                           |
| 406802     | 2008 UM46  | 29 jul 2008 | Mount Lemmon | Mount Lemmon Survey | —         | MPC                           |
| 406803     | 2008 UX64  | 21 out 2008 | Kitt Peak    | Spacewatch          | —         | MPC                           |
| 406804     | 2008 UY66  | 21 out 2008 | Kitt Peak    | Spacewatch          | —         | MPC                           |
| 406805     | 2008 UJ116 | 22 out 2008 | Kitt Peak    | Spacewatch          | —         | MPC                           |
| 406806     | 2008 UB120 | 22 out 2008 | Kitt Peak    | Spacewatch          | —         | MPC                           |
| 406807     | 2008 UM133 | 23 out 2008 | Kitt Peak    | Spacewatch          | —         | MPC                           |
| 406808     | 2008 UN186 | 22 set 2008 | Mount Lemmon | Mount Lemmon Survey | —         | MPC                           |
| 406809     | 2008 UM209 | 23 out 2008 | Kitt Peak    | Spacewatch          | —         | MPC                           |
| 406810     | 2008 UK239 | 26 out 2008 | Kitt Peak    | Spacewatch          | —         | MPC                           |
| 406811     | 2008 UA304 | 29 out 2008 | Mount Lemmon | Mount Lemmon Survey | —         | MPC                           |
| 406812     | 2008 UD323 | 31 out 2008 | Kitt Peak    | Spacewatch          | —         | MPC                           |
| 406813     | 2008 VA57  | 27 set 2008 | Mount Lemmon | Mount Lemmon Survey | —         | MPC                           |
| 406814     | 2008 WN29  | 19 nov 2008 | Kitt Peak    | Spacewatch          | —         | MPC                           |
| 406815     | 2008 WA69  | 18 nov 2008 | Kitt Peak    | Spacewatch          | —         | MPC                           |
| 406816     | 2008 WE73  | 19 nov 2008 | Mount Lemmon | Mount Lemmon Survey | —         | MPC                           |
| 406817     | 2008 WB105 | 30 nov 2008 | Mount Lemmon | Mount Lemmon Survey | —         | MPC                           |
| 406818     | 2008 WN108 | 30 nov 2008 | Catalina     | CSS                 | —         | MPC                           |
| 406819     | 2008 WF140 | 24 nov 2008 | Mount Lemmon | Mount Lemmon Survey | —         | MPC                           |
| 406820     | 2008 XF1   | 2 dez 2008  | Sandlot      | G. Hug              | —         | MPC                           |
| 406821     | 2008 XX34  | 19 nov 2008 | Mount Lemmon | Mount Lemmon Survey | —         | MPC                           |
| 406822     | 2008 XQ51  | 30 out 2008 | Mount Lemmon | Mount Lemmon Survey | —         | MPC                           |
| 406823     | 2008 YN16  | 21 dez 2008 | Mount Lemmon | Mount Lemmon Survey | —         | MPC                           |
| 406824     | 2008 YR16  | 21 dez 2008 | Mount Lemmon | Mount Lemmon Survey | —         | MPC                           |
| 406825     | 2008 YR21  | 21 dez 2008 | Mount Lemmon | Mount Lemmon Survey | —         | MPC                           |
| 406826     | 2008 YL62  | 30 dez 2008 | Mount Lemmon | Mount Lemmon Survey | —         | MPC                           |
| 406827     | 2008 YN97  | 29 dez 2008 | Mount Lemmon | Mount Lemmon Survey | —         | MPC                           |
| 406828     | 2008 YS101 | 29 dez 2008 | Kitt Peak    | Spacewatch          | —         | MPC                           |
| 406829     | 2008 YX101 | 29 dez 2008 | Kitt Peak    | Spacewatch          | —         | MPC                           |
| 406830     | 2008 YF116 | 21 dez 2008 | Mount Lemmon | Mount Lemmon Survey | —         | MPC                           |
| 406831     | 2008 YA117 | 21 nov 2008 | Mount Lemmon | Mount Lemmon Survey | —         | MPC                           |
| 406832     | 2008 YS118 | 29 dez 2008 | Kitt Peak    | Spacewatch          | —         | MPC                           |
| 406833     | 2008 YA130 | 22 dez 2008 | Kitt Peak    | Spacewatch          | Mitidika  | MPC                           |
| 406834     | 2008 YE139 | 4 dez 2008  | Mount Lemmon | Mount Lemmon Survey | —         | MPC                           |
| 406835     | 2008 YQ154 | 22 dez 2008 | Kitt Peak    | Spacewatch          | —         | MPC                           |
| 406836     | 2008 YK155 | 22 dez 2008 | Kitt Peak    | Spacewatch          | —         | MPC                           |
| 406837     | 2008 YE160 | 30 dez 2008 | Mount Lemmon | Mount Lemmon Survey | —         | MPC                           |
| 406838     | 2009 AZ1   | 2 jan 2009  | Dauban       | F. Kugel            | —         | MPC                           |
| 406839     | 2009 AG14  | 2 jan 2009  | Mount Lemmon | Mount Lemmon Survey | —         | MPC                           |
| 406840     | 2009 AU14  | 2 jan 2009  | Mount Lemmon | Mount Lemmon Survey | —         | MPC                           |
| 406841     | 2009 AV31  | 15 jan 2009 | Kitt Peak    | Spacewatch          | —         | MPC                           |
| 406842     | 2009 AN35  | 15 jan 2009 | Kitt Peak    | Spacewatch          | —         | MPC                           |
| 406843     | 2009 AJ37  | 15 jan 2009 | Kitt Peak    | Spacewatch          | —         | MPC                           |
| 406844     | 2009 AX43  | 2 jan 2009  | Kitt Peak    | Spacewatch          | —         | MPC                           |
| 406845     | 2009 AC47  | 15 jan 2009 | Kitt Peak    | Spacewatch          | —         | MPC                           |
| 406846     | 2009 BA5   | 19 jan 2009 | Socorro      | LINEAR              | —         | MPC                           |
| 406847     | 2009 BC9   | 29 dez 2008 | Kitt Peak    | Spacewatch          | —         | MPC                           |
| 406848     | 2009 BM24  | 17 jan 2009 | Catalina     | CSS                 | —         | MPC                           |
| 406849     | 2009 BH25  | 18 jan 2009 | Mount Lemmon | Mount Lemmon Survey | —         | MPC                           |
| 406850     | 2009 BR31  | 2 jan 2009  | Mount Lemmon | Mount Lemmon Survey | —         | MPC                           |
| 406851     | 2009 BD35  | 1 jan 2009  | Mount Lemmon | Mount Lemmon Survey | —         | MPC                           |
| 406852     | 2009 BT35  | 16 jan 2009 | Kitt Peak    | Spacewatch          | —         | MPC                           |
| 406853     | 2009 BQ63  | 20 jan 2009 | Kitt Peak    | Spacewatch          | —         | MPC                           |
| 406854     | 2009 BW63  | 20 jan 2009 | Kitt Peak    | Spacewatch          | —         | MPC                           |
| 406855     | 2009 BM74  | 18 jan 2009 | Catalina     | CSS                 | —         | MPC                           |
| 406856     | 2009 BM88  | 1 nov 2007  | Mount Lemmon | Mount Lemmon Survey | Mitidika  | MPC                           |
| 406857     | 2009 BB96  | 28 jan 2009 | Catalina     | CSS                 | —         | MPC                           |
| 406858     | 2009 BQ100 | 29 jan 2009 | Kitt Peak    | Spacewatch          | —         | MPC                           |
| 406859     | 2009 BH102 | 29 jan 2009 | Mount Lemmon | Mount Lemmon Survey | —         | MPC                           |
| 406860     | 2009 BN112 | 31 jan 2009 | Mount Lemmon | Mount Lemmon Survey | —         | MPC                           |
| 406861     | 2009 BP114 | 30 dez 2008 | Mount Lemmon | Mount Lemmon Survey | —         | MPC                           |
| 406862     | 2009 BR115 | 29 jan 2009 | Kitt Peak    | Spacewatch          | Mitidika  | MPC                           |
| 406863     | 2009 BF121 | 17 jan 2009 | Mount Lemmon | Mount Lemmon Survey | —         | MPC                           |
| 406864     | 2009 BC126 | 29 jan 2009 | Kitt Peak    | Spacewatch          | —         | MPC                           |
| 406865     | 2009 BB127 | 18 out 2007 | Kitt Peak    | Spacewatch          | —         | MPC                           |
| 406866     | 2009 BA133 | 21 dez 2008 | Mount Lemmon | Mount Lemmon Survey | —         | MPC                           |
| 406867     | 2009 BY159 | 30 jan 2009 | Mount Lemmon | Mount Lemmon Survey | —         | MPC                           |
| 406868     | 2009 BR169 | 16 jan 2009 | Kitt Peak    | Spacewatch          | —         | MPC                           |
| 406869     | 2009 BU170 | 16 jan 2009 | Mount Lemmon | Mount Lemmon Survey | —         | MPC                           |
| 406870     | 2009 BJ172 | 18 jan 2009 | Kitt Peak    | Spacewatch          | —         | MPC                           |
| 406871     | 2009 BX172 | 19 jan 2009 | Mount Lemmon | Mount Lemmon Survey | —         | MPC                           |
| 406872     | 2009 BL173 | 20 jan 2009 | Kitt Peak    | Spacewatch          | —         | MPC                           |
| 406873     | 2009 BW179 | 18 jan 2009 | Kitt Peak    | Spacewatch          | —         | MPC                           |
| 406874     | 2009 BG183 | 4 mar 2005  | Mount Lemmon | Mount Lemmon Survey | —         | MPC                           |
| 406875     | 2009 CF2   | 26 jan 2009 | Catalina     | CSS                 | —         | MPC                           |
| 406876     | 2009 CZ11  | 1 fev 2009  | Mount Lemmon | Mount Lemmon Survey | —         | MPC                           |
| 406877     | 2009 CJ29  | 1 fev 2009  | Kitt Peak    | Spacewatch          | —         | MPC                           |
| 406878     | 2009 CG31  | 1 fev 2009  | Kitt Peak    | Spacewatch          | —         | MPC                           |
| 406879     | 2009 CR32  | 1 fev 2009  | Kitt Peak    | Spacewatch          | Mitidika  | MPC                           |
| 406880     | 2009 CF55  | 14 set 2007 | Mount Lemmon | Mount Lemmon Survey | —         | MPC                           |
| 406881     | 2009 CB57  | 5 fev 2009  | Kitt Peak    | Spacewatch          | —         | MPC                           |
| 406882     | 2009 CJ58  | 3 fev 2009  | Kitt Peak    | Spacewatch          | Flora     | MPC                           |
| 406883     | 2009 CP58  | 3 fev 2009  | Mount Lemmon | Mount Lemmon Survey | —         | MPC                           |
| 406884     | 2009 CC63  | 4 fev 2009  | Mount Lemmon | Mount Lemmon Survey | —         | MPC                           |
| 406885     | 2009 CF65  | 1 fev 2009  | Kitt Peak    | Spacewatch          | —         | MPC                           |
| 406886     | 2009 CH65  | 4 fev 2009  | Mount Lemmon | Mount Lemmon Survey | —         | MPC                           |
| 406887     | 2009 DP13  | 16 fev 2009 | Kitt Peak    | Spacewatch          | —         | MPC                           |
| 406888     | 2009 DQ16  | 1 jan 2009  | Mount Lemmon | Mount Lemmon Survey | —         | MPC                           |
| 406889     | 2009 DV16  | 18 fev 2009 | La Sagra     | Mallorca Obs.       | —         | MPC                           |
| 406890     | 2009 DJ28  | 20 jan 2009 | Kitt Peak    | Spacewatch          | —         | MPC                           |
| 406891     | 2009 DY49  | 19 fev 2009 | Kitt Peak    | Spacewatch          | —         | MPC                           |
| 406892     | 2009 DA57  | 8 out 1994  | Kitt Peak    | Spacewatch          | —         | MPC                           |
| 406893     | 2009 DD59  | 22 fev 2009 | Kitt Peak    | Spacewatch          | —         | MPC                           |
| 406894     | 2009 DP62  | 22 fev 2009 | Mount Lemmon | Mount Lemmon Survey | —         | MPC                           |
| 406895     | 2009 DP73  | 26 fev 2009 | Kitt Peak    | Spacewatch          | —         | MPC                           |
| 406896     | 2009 DX81  | 24 fev 2009 | Kitt Peak    | Spacewatch          | —         | MPC                           |
| 406897     | 2009 DV82  | 24 fev 2009 | Kitt Peak    | Spacewatch          | —         | MPC                           |
| 406898     | 2009 DB87  | 27 fev 2009 | Kitt Peak    | Spacewatch          | —         | MPC                           |
| 406899     | 2009 DK89  | 24 fev 2009 | Kitt Peak    | Spacewatch          | —         | MPC                           |
| 406900     | 2009 DR105 | 19 fev 2009 | Kitt Peak    | Spacewatch          | —         | MPC                           |

## 406901–407000
| Designação       | Designação | Descoberta  | Descoberta     | Descobridor(es)     | Categoria | Mais informações / Referência |
| Permanente       | Provisória | Data        | Local          | Descobridor(es)     | Categoria | Mais informações / Referência |
| ---------------- | ---------- | ----------- | -------------- | ------------------- | --------- | ----------------------------- |
| 406901           | 2009 DH115 | 26 fev 2009 | Catalina       | CSS                 | —         | MPC                           |
| 406902           | 2009 DB121 | 31 jan 2009 | Mount Lemmon   | Mount Lemmon Survey | —         | MPC                           |
| 406903           | 2009 DH124 | 19 fev 2009 | Kitt Peak      | Spacewatch          | —         | MPC                           |
| 406904           | 2009 DW124 | 19 fev 2009 | Kitt Peak      | Spacewatch          | —         | MPC                           |
| 406905           | 2009 DV130 | 15 abr 2005 | Kitt Peak      | Spacewatch          | —         | MPC                           |
| 406906           | 2009 DZ131 | 4 mar 2005  | Mount Lemmon   | Mount Lemmon Survey | —         | MPC                           |
| 406907           | 2009 DH136 | 19 fev 2009 | Kitt Peak      | Spacewatch          | Phocaea   | MPC                           |
| 406908           | 2009 DY136 | 26 fev 2009 | Catalina       | CSS                 | —         | MPC                           |
| 406909           | 2009 EQ4   | 13 fev 2009 | Kitt Peak      | Spacewatch          | —         | MPC                           |
| 406910           | 2009 EB13  | 1 mar 2009  | Mount Lemmon   | Mount Lemmon Survey | —         | MPC                           |
| 406911           | 2009 EE21  | 15 mar 2009 | La Sagra       | Mallorca Obs.       | —         | MPC                           |
| 406912           | 2009 EX24  | 3 mar 2009  | Kitt Peak      | Spacewatch          | —         | MPC                           |
| 406913           | 2009 EF28  | 1 mar 2009  | Mount Lemmon   | Mount Lemmon Survey | —         | MPC                           |
| 406914           | 2009 FM6   | 16 mar 2009 | Kitt Peak      | Spacewatch          | Flora     | MPC                           |
| 406915           | 2009 FL7   | 16 mar 2009 | Kitt Peak      | Spacewatch          | —         | MPC                           |
| 406916           | 2009 FC12  | 18 mar 2009 | Kitt Peak      | Spacewatch          | —         | MPC                           |
| 406917           | 2009 FB16  | 17 mar 2009 | Kitt Peak      | Spacewatch          | —         | MPC                           |
| 406918           | 2009 FG29  | 22 mar 2009 | Catalina       | CSS                 | —         | MPC                           |
| 406919           | 2009 FW29  | 21 mar 2009 | Mount Lemmon   | Mount Lemmon Survey | —         | MPC                           |
| 406920           | 2009 FJ31  | 25 mar 2009 | La Sagra       | Mallorca Obs.       | —         | MPC                           |
| 406921           | 2009 FU42  | 28 mar 2009 | Kitt Peak      | Spacewatch          | —         | MPC                           |
| 406922           | 2009 FN45  | 18 mar 2009 | Mount Lemmon   | Mount Lemmon Survey | —         | MPC                           |
| 406923           | 2009 FP49  | 27 mar 2009 | Mount Lemmon   | Mount Lemmon Survey | —         | MPC                           |
| 406924           | 2009 FR56  | 23 mar 2009 | Siding Spring  | SSS                 | —         | MPC                           |
| 406925           | 2009 FU63  | 29 mar 2009 | Kitt Peak      | Spacewatch          | —         | MPC                           |
| 406926           | 2009 FC66  | 19 mar 2009 | Mount Lemmon   | Mount Lemmon Survey | —         | MPC                           |
| 406927           | 2009 GE1   | 19 mar 2009 | Mount Lemmon   | Mount Lemmon Survey | —         | MPC                           |
| 406928           | 2009 GL6   | 2 abr 2009  | Kitt Peak      | Spacewatch          | —         | MPC                           |
| 406929           | 2009 HS11  | 31 mar 2009 | Mount Lemmon   | Mount Lemmon Survey | —         | MPC                           |
| 406930           | 2009 HG14  | 17 abr 2009 | Catalina       | CSS                 | —         | MPC                           |
| 406931           | 2009 HT20  | 19 mar 2009 | Mount Lemmon   | Mount Lemmon Survey | —         | MPC                           |
| 406932           | 2009 HZ22  | 17 abr 2009 | Kitt Peak      | Spacewatch          | —         | MPC                           |
| 406933           | 2009 HZ27  | 18 abr 2009 | Kitt Peak      | Spacewatch          | —         | MPC                           |
| 406934           | 2009 HO40  | 20 abr 2009 | Kitt Peak      | Spacewatch          | —         | MPC                           |
| 406935           | 2009 HV56  | 22 abr 2009 | Kitt Peak      | Spacewatch          | —         | MPC                           |
| 406936           | 2009 HC66  | 14 dez 2003 | Kitt Peak      | Spacewatch          | —         | MPC                           |
| 406937           | 2009 HD68  | 31 mar 2009 | Kitt Peak      | Spacewatch          | —         | MPC                           |
| 406938           | 2009 HD74  | 20 abr 2009 | Catalina       | CSS                 | —         | MPC                           |
| 406939           | 2009 HO74  | 22 fev 2009 | Siding Spring  | SSS                 | —         | MPC                           |
| 406940           | 2009 HZ77  | 2 abr 2009  | Mount Lemmon   | Mount Lemmon Survey | —         | MPC                           |
| 406941           | 2009 HA89  | 24 abr 2009 | Cerro Burek    | Alianza S4 Obs.     | —         | MPC                           |
| 406942           | 2009 HC96  | 20 abr 2009 | Kitt Peak      | Spacewatch          | —         | MPC                           |
| 406943           | 2009 HO96  | 23 abr 2009 | Kitt Peak      | Spacewatch          | —         | MPC                           |
| 406944           | 2009 HC105 | 14 nov 2007 | Mount Lemmon   | Mount Lemmon Survey | Phocaea   | MPC                           |
| 406945           | 2009 HC106 | 19 abr 2009 | Catalina       | CSS                 | —         | MPC                           |
| 406946           | 2009 JW4   | 20 abr 2009 | Catalina       | CSS                 | Phocaea   | MPC                           |
| 406947           | 2009 JP5   | 25 set 2006 | Catalina       | CSS                 | —         | MPC                           |
| 406948           | 2009 JA6   | 11 nov 2007 | Mount Lemmon   | Mount Lemmon Survey | —         | MPC                           |
| 406949           | 2009 JH6   | 20 abr 2009 | Kitt Peak      | Spacewatch          | —         | MPC                           |
| 406950           | 2009 JQ8   | 31 mar 2009 | Mount Lemmon   | Mount Lemmon Survey | —         | MPC                           |
| 406951           | 2009 JP12  | 15 mai 2009 | La Sagra       | Mallorca Obs.       | —         | MPC                           |
| 406952           | 2009 KJ    | 16 mai 2009 | Catalina       | CSS                 | —         | MPC                           |
| 406953           | 2009 KJ17  | 26 mai 2009 | Kitt Peak      | Spacewatch          | —         | MPC                           |
| 406954           | 2009 MY5   | 22 jun 2009 | Kitt Peak      | Spacewatch          | —         | MPC                           |
| 406955           | 2009 NA1   | 31 out 2005 | Mount Lemmon   | Mount Lemmon Survey | —         | MPC                           |
| 406956           | 2009 NN2   | 15 dez 2006 | Kitt Peak      | Spacewatch          | —         | MPC                           |
| 406957 Kochetova | 2009 OK5   | 21 jul 2009 | Zelenchukskaya | T. V. Kryachko      | —         | MPC                           |
| 406958           | 2009 OJ14  | 29 jul 2009 | Catalina       | CSS                 | Juno      | MPC                           |
| 406959           | 2009 OU15  | 28 jul 2009 | Kitt Peak      | Spacewatch          | —         | MPC                           |
| 406960           | 2009 OK23  | 27 jul 2009 | Kitt Peak      | Spacewatch          | —         | MPC                           |
| 406961           | 2009 PF10  | 23 fev 2007 | Mount Lemmon   | Mount Lemmon Survey | —         | MPC                           |
| 406962           | 2009 PJ10  | 28 mai 2008 | Kitt Peak      | Spacewatch          | —         | MPC                           |
| 406963           | 2009 PU15  | 15 ago 2009 | Kitt Peak      | Spacewatch          | —         | MPC                           |
| 406964           | 2009 PM19  | 15 ago 2009 | Kitt Peak      | Spacewatch          | —         | MPC                           |
| 406965           | 2009 QJ3   | 16 ago 2009 | Kitt Peak      | Spacewatch          | Brangane  | MPC                           |
| 406966           | 2009 QO3   | 16 ago 2009 | Catalina       | CSS                 | —         | MPC                           |
| 406967           | 2009 QP13  | 16 ago 2009 | Kitt Peak      | Spacewatch          | —         | MPC                           |
| 406968           | 2009 QW14  | 16 ago 2009 | Kitt Peak      | Spacewatch          | —         | MPC                           |
| 406969           | 2009 QL15  | 16 ago 2009 | Kitt Peak      | Spacewatch          | —         | MPC                           |
| 406970           | 2009 QZ38  | 20 ago 2009 | Kitt Peak      | Spacewatch          | Brangane  | MPC                           |
| 406971           | 2009 QA41  | 26 ago 2009 | Catalina       | CSS                 | —         | MPC                           |
| 406972           | 2009 QZ44  | 22 set 2004 | Anderson Mesa  | LONEOS              | Brangane  | MPC                           |
| 406973           | 2009 QZ52  | 29 ago 2009 | Kitt Peak      | Spacewatch          | —         | MPC                           |
| 406974           | 2009 QY53  | 18 ago 2009 | Kitt Peak      | Spacewatch          | —         | MPC                           |
| 406975           | 2009 QE56  | 27 ago 2009 | Kitt Peak      | Spacewatch          | —         | MPC                           |
| 406976           | 2009 QL56  | 17 ago 2009 | Kitt Peak      | Spacewatch          | —         | MPC                           |
| 406977           | 2009 QF57  | 20 ago 2009 | Kitt Peak      | Spacewatch          | Brangane  | MPC                           |
| 406978           | 2009 QS61  | 27 ago 2009 | Kitt Peak      | Spacewatch          | —         | MPC                           |
| 406979           | 2009 QE62  | 28 ago 2009 | Kitt Peak      | Spacewatch          | —         | MPC                           |
| 406980           | 2009 QG63  | 28 ago 2009 | Socorro        | LINEAR              | Flora     | MPC                           |
| 406981           | 2009 QL64  | 27 ago 2009 | Kitt Peak      | Spacewatch          | Brangane  | MPC                           |
| 406982           | 2009 QZ64  | 7 dez 1999  | Socorro        | LINEAR              | —         | MPC                           |
| 406983           | 2009 RE5   | 14 set 2009 | Haleakalā      | M. Micheli          | —         | MPC                           |
| 406984           | 2009 RW9   | 12 set 2009 | Kitt Peak      | Spacewatch          | —         | MPC                           |
| 406985           | 2009 RG11  | 12 set 2009 | Kitt Peak      | Spacewatch          | —         | MPC                           |
| 406986           | 2009 RH13  | 12 set 2009 | Kitt Peak      | Spacewatch          | Ursula    | MPC                           |
| 406987           | 2009 RB16  | 12 set 2009 | Kitt Peak      | Spacewatch          | —         | MPC                           |
| 406988           | 2009 RP25  | 15 set 2009 | Kitt Peak      | Spacewatch          | Brangane  | MPC                           |
| 406989           | 2009 RF30  | 14 set 2009 | Kitt Peak      | Spacewatch          | —         | MPC                           |
| 406990           | 2009 RV37  | 15 set 2009 | Kitt Peak      | Spacewatch          | —         | MPC                           |
| 406991           | 2009 RZ37  | 15 set 2009 | Kitt Peak      | Spacewatch          | —         | MPC                           |
| 406992           | 2009 RT40  | 15 set 2009 | Kitt Peak      | Spacewatch          | —         | MPC                           |
| 406993           | 2009 RV42  | 15 set 2009 | Kitt Peak      | Spacewatch          | —         | MPC                           |
| 406994           | 2009 RD45  | 15 set 2009 | Kitt Peak      | Spacewatch          | —         | MPC                           |
| 406995           | 2009 RN46  | 29 jan 2000 | Kitt Peak      | Spacewatch          | —         | MPC                           |
| 406996           | 2009 RU47  | 15 set 2009 | Kitt Peak      | Spacewatch          | Brangane  | MPC                           |
| 406997           | 2009 RS49  | 15 set 2009 | Kitt Peak      | Spacewatch          | —         | MPC                           |
| 406998           | 2009 RW50  | 15 set 2009 | Kitt Peak      | Spacewatch          | —         | MPC                           |
| 406999           | 2009 RR53  | 18 set 2003 | Kitt Peak      | Spacewatch          | —         | MPC                           |
| 407000           | 2009 RO57  | 15 set 2009 | Kitt Peak      | Spacewatch          | —         | MPC                           |